# Tüzérség

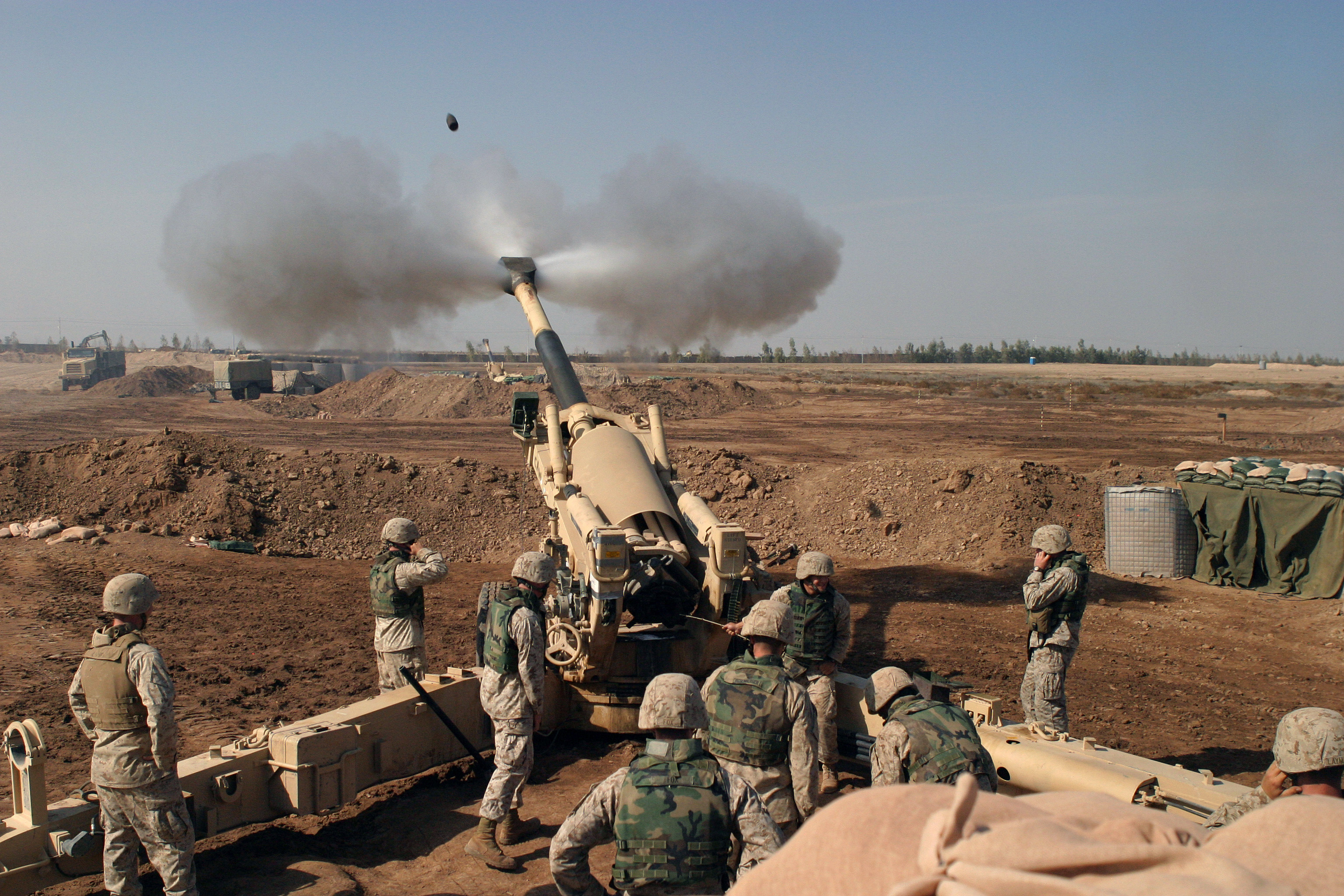
Amerikai tengerészgyalogos tüzérek M198-as tarackkal iraki célt támadnak Fallúdzsában, 2004 novemberében. A lövedék éppen elhagyta a tarack csövét, az égéstermék-gázok a csőszájféken át oldalra is kiáramlanak.

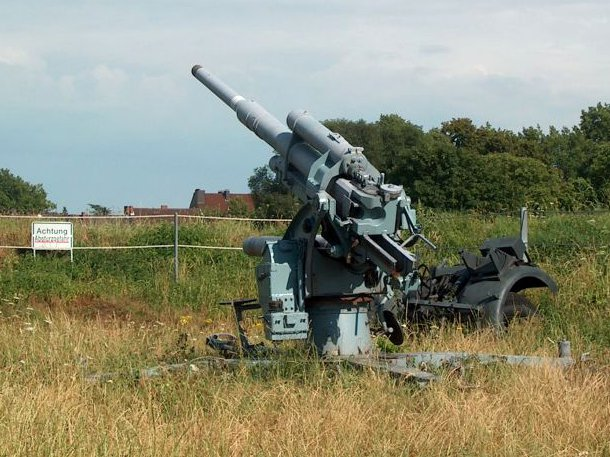
Német FlaK 88, 88 mm-es löveg szabadtéri múzeumban. Eredetileg légvédelmi célokra készült, de be lehetett vetni páncélozott célok és élőerő ellen is

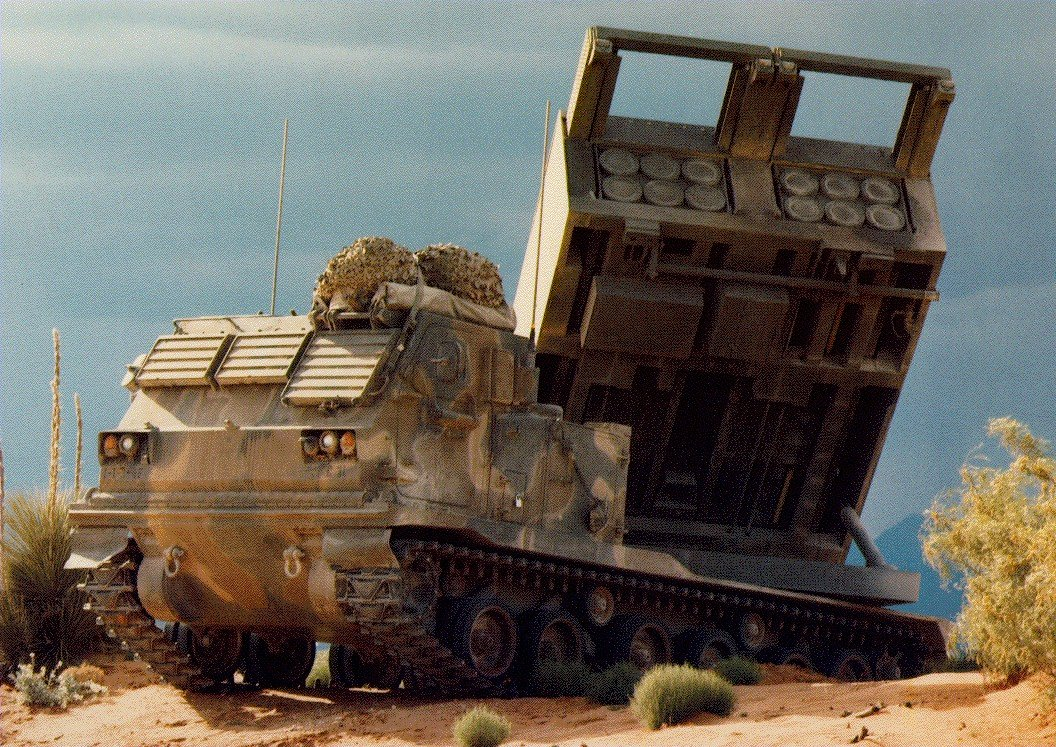
Amerikai M270 rakéta-sorozatvető tüzelési helyzetben

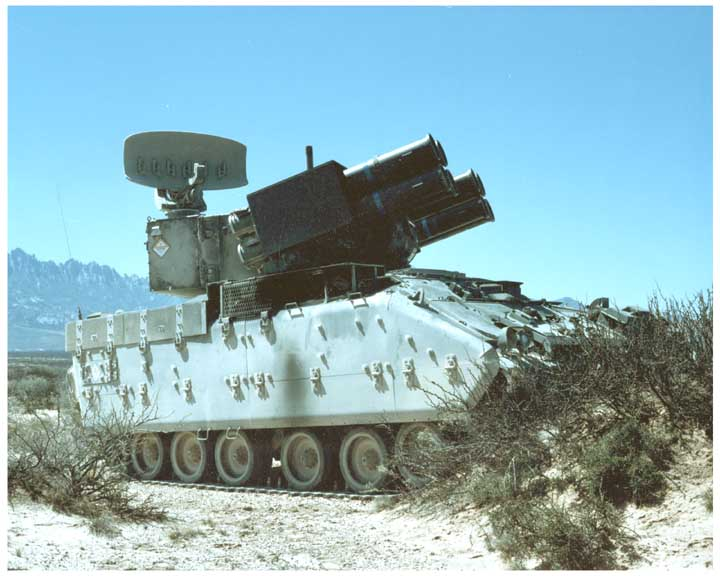
Egy kanadai ADATS típusú többfeladatú légvédelmi-páncéltörő rakétás komplexum

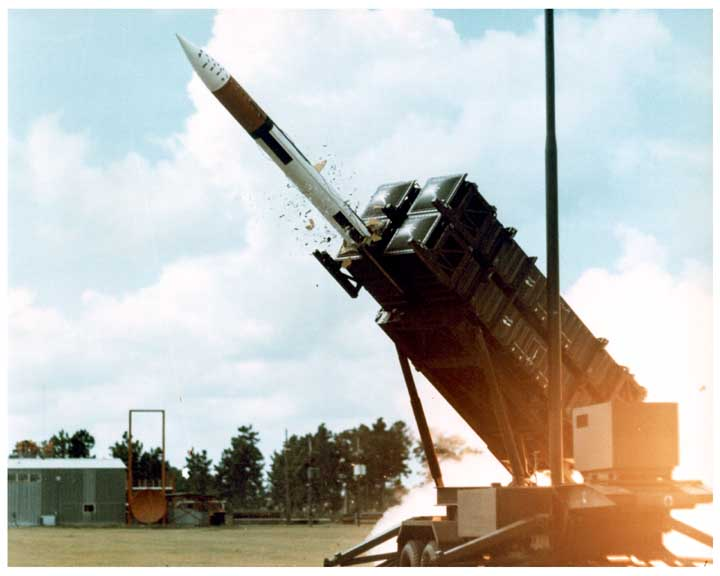
MIM–104 Patriot légvédelmi rakétakomplexum ellenrakétaként is használható PAC–2 rakétája indítás közben

A tüzérség hagyományos értelemben olyan eszköz, illetve katonai egység, mely háború során nagyobb lövedékek kilövés útján történő célba juttatására alkalmas. Önálló fegyvernem, amelynek legkisebb tűzvezetési és harcászati alapegysége a tüzérüteg. Az ütegeket és az ezekből kialakított szervezeteket (osztály, ezred) az összfegyvernemi kötelékek állományába szervezik, esetenként önállóak és fegyvernemi tartalékot képeznek. Az ütegek által alkalmazott tűzeszközök típusa és mennyisége a feladatkörük függvénye.
Egyes hadtörténészek az ókorban használt hideglőfegyvereket is tüzérségnek tekintik. Azonban a tüzérség története inkább a fekete lőpor feltalálásával vette kezdetét. A fekete lőport Kínában találták fel kb. a 10. század elején-közepén, ahol rendszerint az ünnepi tűzijátékok során kilőtt kezdetleges rakétákban alkalmazták. Később a rontószelleműzés hagyományaiból kiindulva rájöttek, hogy ezen anyag segítségével lövedékeket lehet csövekből kilőni, csőanyagul a hagyományból eredően a nagy mennyiségben rendelkezésre álló és gyorsan növő bambusznádakat választották. Az első tűzfegyvereket nehézkesen lehetett kezelni, tűzgyorsaságuk elégtelensége miatt – lévén egylövetű fegyverek – inkább fix helyre telepítették, és leginkább várostromok idején alkalmazták őket, mind támadó, mind védekező harcokban. A korai időkben töltésük még elölről, a csőtorkolat felől történt, míg végül a kohászat és az anyagmegmunkálás 19. században bekövetkezett nagyarányú fejlődése lehetővé tette a hátsó, csőfar felőli töltésű lövegek megépítését.
A középkorban főleg várostromok idején használták ezeket az eszközöket, nagy tömegük és nehézkes mozgathatóságuk miatt eleinte idegenkedtek attól, hogy nyílt csatákban vessék be őket. A legfőbb gondot ekkoriban az utántöltés lassúsága jelentette. A technika folyamatos fejlődése kisebb tömegű, nagyobb tűzgyorsaságú ágyúk megépítését eredményezte. Ebben az időben alakult ki a három alaplövegtípus: az ágyú, a mozsár és a tarack, melyeket az űrméretek egységesítésével együtt I. Miksa német-római császár fektetett le írásban. A tüzérség fejlődésére nagy hatást gyakorolt a szabványosítás (leegyszerűsítette és felgyorsította a gyártást, az üzemeltetést és a karbantartást), az acél bevezetése, valamint a közvetett irányzás koncepciója. Ez a koncepció szükségessé tette egy sor olyan módszer és eszköz kidolgozását, kifejlesztését, melyek a célok felderítésével és az adattovábbítással, lőelemképzéssel voltak kapcsolatosak. A közvetett irányzást először az első világháborúban alkalmazták széleskörűen és sikeresen. A reaktív hajtású lövedékeket (nem irányított rakétákat) a második világháború idején vetették be igazán nagy mennyiségben (mind szárazföldi, mind tengeri, mind légi úton), noha már a 19. században léteztek ezen fegyverek elődei, a röppentyűk. A második világháborúban érte el a csöves tüzérség alkalmazásának csúcspontját, melyet a háború befejezését követően a rakétatüzérség szorított háttérbe. Az általuk alkalmazott rakéták hajítótölteteik révén nagyobb hatótávolságra és nagyobb tömegű harci részek bevetésére váltak képessé, mint a csöves tüzérség tűzfegyverei. Hátrányaik azonban az 1970-es évekre nyilvánvalóvá váltak (nagy költség, alacsony tűzsűrűség, nukleáris/elektronikai harcban való fokozott érzékenység), ezért a csöves tűzfegyverek alkalmazása továbbra is szükségszerű maradt.
A 20. század második felétől napjainkig a tüzérség összetett fegyverrendszerré vált, mely nélkül a csataterek elképzelhetetlenek. Alkalmaznak benne kombináltan csöves és rakétatüzérséget egymás hátrányainak kiküszöbölésére, valamint egyes tüzérségi feladatok megoldására repülőgépeket is bevethetnek.
Noha a kezdetektől fogva alapvetően tábori tüzérségként alkalmazott eszközök fejlődési útja meglehetősen változatos képet mutat (például a tarack és az ágyú ötvözéséből kialakult tarackágyú lövegtípus), a csöves (tábori és önjáró) tüzérség képes számos korábbi feladatkörén kívül más tűzeszközök feladatait is teljesíteni: csőből indítható légvédelmi és páncéltörő rakéták, mint a repülőgépek és harckocsik elleni harc alapeszközeinek bevetése. Fixen telepített jellegüket a fejlődés ellenére is megőrizték, ebben csak a motorizált önjáró lövegek és a rakétás csapatok hoztak némi változást. A fejlett digitális rendszerekkel felszerelt mobil tűzeszközök pedig eredményesen ötvözik ezen képességek legtöbbjét (önjáró tarackágyúk, mint a PzH 2000, menetből történő tűzmegnyitás, vagy kis időtartamú megállásokból végzett tűzcsapások).
A tüzérek védőszentje hagyományosan Szent Borbála. E szent emléknapja rendszerint a „tüzérség napja” is (december 4.).

## A tüzérség története

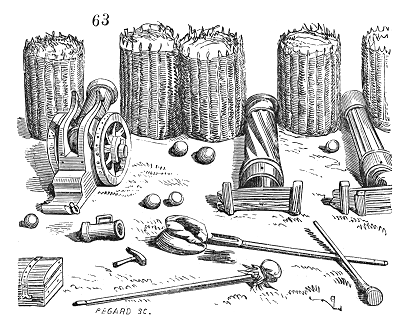
Kosarakkal megerősített tüzérségi állások, a kép jobb oldalán látható ágyúkat lövegtalp nélkül ábrázolják, ami a korai ostromtüzérség fő alkalmazási módjára utal

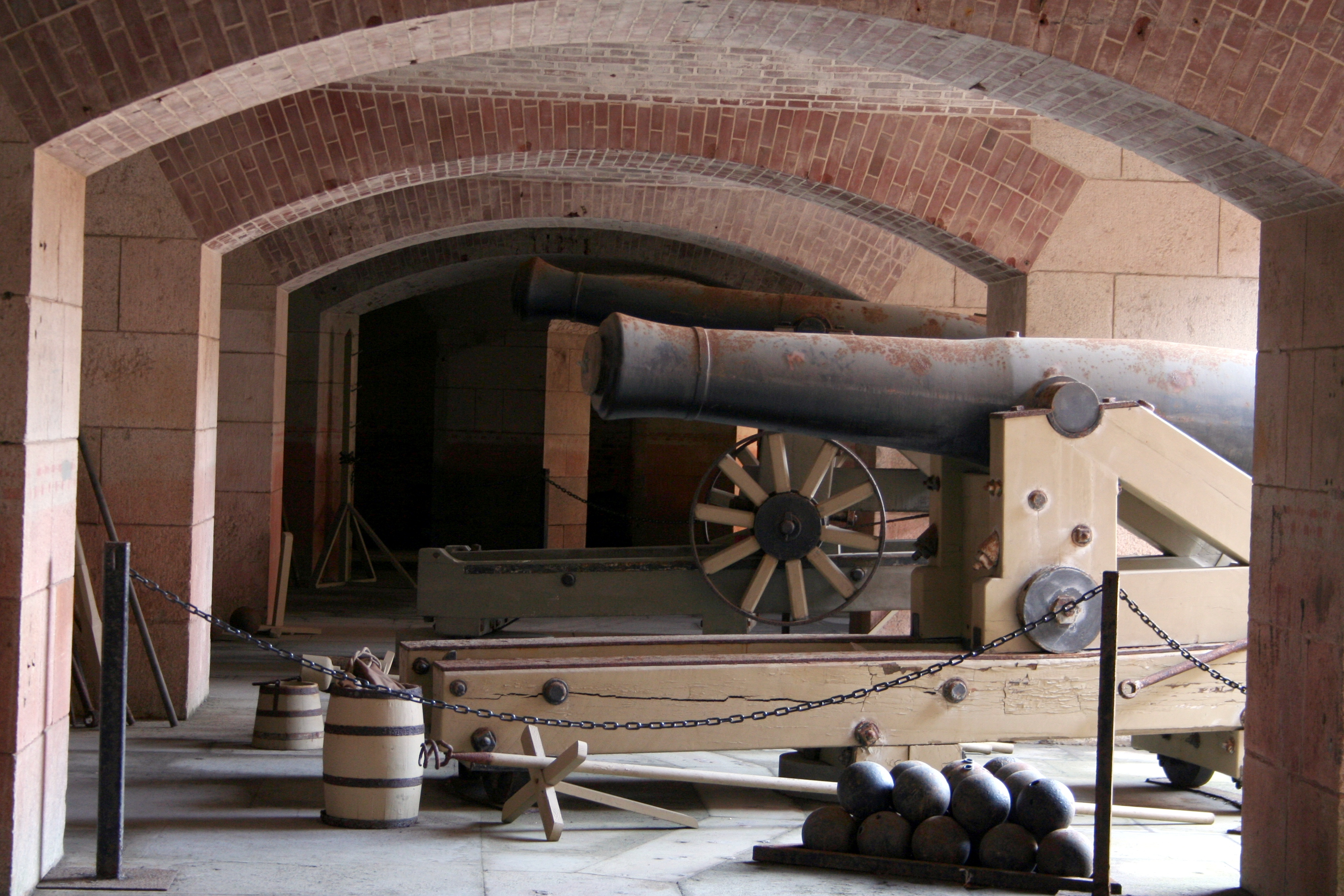
Fort Point ágyúi, az erődítményi vagy helyőrségi tüzérség fő különlegessége az ágyúk nagy tömege, amelyet az állandó telepítés tesz lehetővé

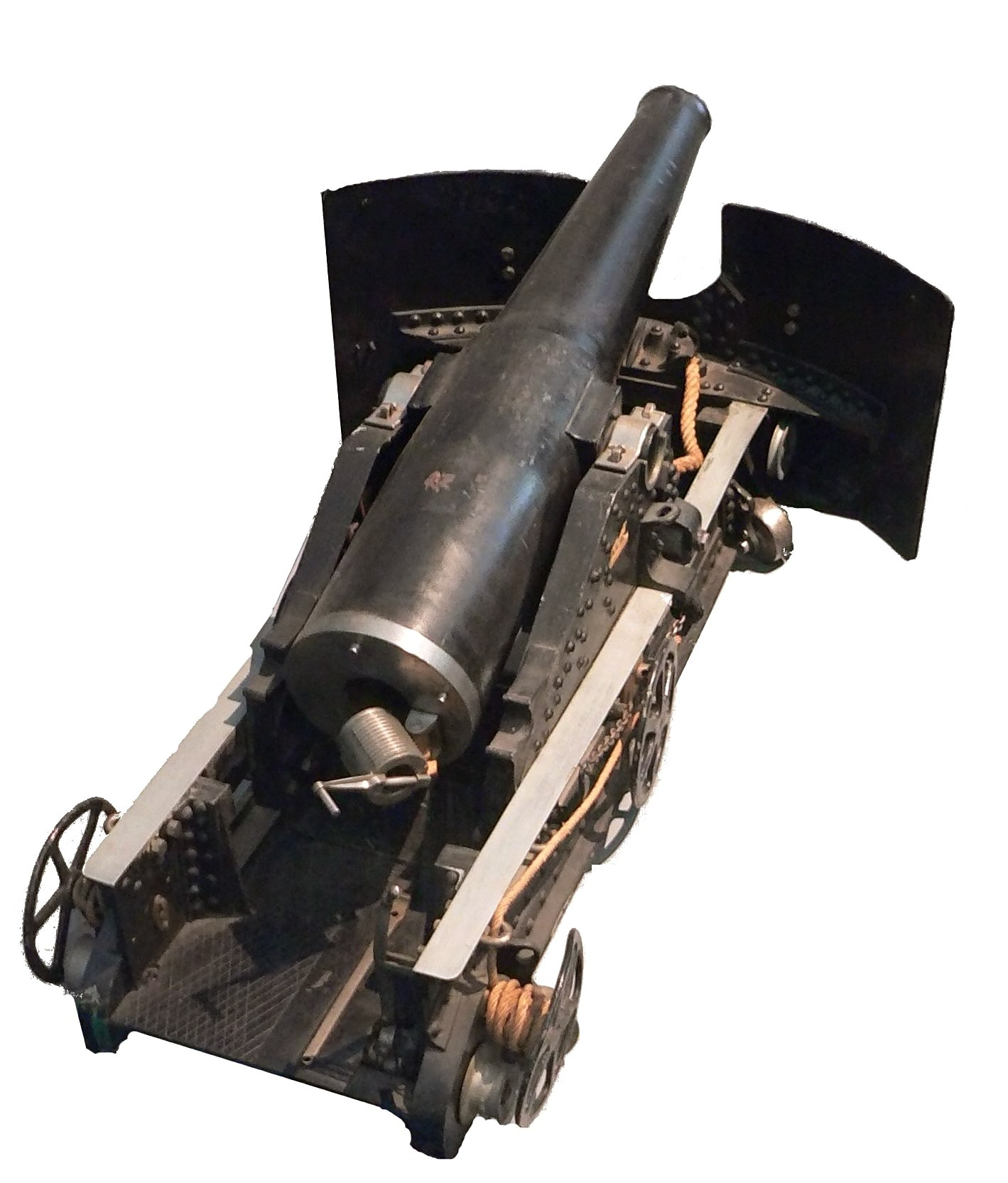
A haditengerészeti ágyúk felépítése nem sokat változott a 17. és 19. század között. Ezen a képen egy késő 19. századi francia modell látható

Sok hadtörténész az olyan igen régi fegyvereket, mint a katapult vagy a balliszta is tüzérségi eszközöknek tekinti, bár ezekben a különféle lövedékeket nem lőporral hajtották meg. Főként falak bontására alkalmazták őket. A mai értelemben vett tüzérség megjelenése a fekete lőpor feltalálásához köthető. Az első olyan dokumentált eset, amikor lőporral hajtott lövedéket lőttek ki egy csatában, 1132. január 28-án volt. A kínai Szung (Song)-dinasztiába tartozó Han Si-csung (Han Shizhong) használt ostromtornyokat és huocsung (huochong)okat, amikor Fucsien (Fujian) városát ostromolta. A huocsung (huochong) bambuszból készült ágyú volt, később már fémből készítették őket. Ezek a kezdetleges fegyverek a 13. század folyamán elterjedtek a mai Közel-Kelet területén, majd Európába is eljutottak. Kicsi, teljesen sima belsejű csövek voltak, kezdetben vasból vagy bronzból öntési eljárással készültek. Az első kifúrt csövű ágyút Sevilla közelében vetették be először csatában 1247-ben. Főként ólom-, vas- vagy kőgolyókat használtak lövedék gyanánt, de néha nagyobb nyilat vagy fémhulladékot is. A százéves háború során még jobban elterjedtek, kezdetben bombáztak velük, később már valódi ágyúként is használták ezeket a fegyvereket. 
Magyarországon először Nagy Lajos király uralkodása alatt Zára ostromakor 1346-ban jegyezték fel az ágyúk használatát. A király nápolyi hadjáratában San Lorenzo 1378-as ostrománál kővetőgépeken kívül bombardák (mozsarak) is szerepelnek.[forrás?]
Az ágyúkat az első nyílásukon töltötték meg. Már a korai időkben is sokat kísérleteztek a hátsó töltéssel, de a különféle megoldások – a műszaki ismeretek hiánya miatt – nagyon veszélyes ágyúkat eredményeztek.
A mongolok átvették a technológiát a kínaiaktól és eredményesen használták hódításaik során. A 14. század végén kínai lázadók szervezett tüzérséget és lovasságot állítottak fel, hogy a mongolokat elűzzék. Az újonnan hatalomra jutott Ming-dinasztia pedig már tüzérségi fegyverekre specializálódott katonai egységeket állított fel. Új típusú – főleg könnyű, kézben hordozható – ágyúkat is kifejlesztettek, melyekkel már sortüzet is le lehetett adni. Egy helyi lázadás leverésekor a Ming-hadsereg három sorban felállított muskétás sortüzet alkalmazott, hogy az ellenséges, úgynevezett Elefánt-formációt legyőzze. Az 1593–1598 között Koreában lezajlott japán invázió során a japán és kínai csapatok egyaránt használtak nehéztüzérségi eszközöket mind a tengeri, mind a szárazföldi harcokban.
Az első, széles körben használt tüzérségi eszközök a bombavetők voltak. Nagyon nagy, masszív, teljesen sima csövű szerkezetek voltak. Kisebb társaiktól megkülönböztette őket nehezen mozgathatóságuk, teljesen egyedi felépítésük és általánosan ismert megbízhatatlanságuk. Hatalmas méretük eleve kizárta, hogy a csövet öntéssel állítsák elő, helyette fémdongákból és rudakból rakták össze. Az egyes elemeket abroncsok fogták össze, akárcsak a hordóknál. A bombavetőket várfalak ledöntésére lehetett eredményesen alkalmazni. Híres példa a török hadsereg által 1453-ban, Konstantinápoly ostrománál használt bombavető. Tizenkilenc tonna volt a tömege, mozgatásához 200 ember és 60 ökör kellett, és naponta mindössze hét lövést tudott leadni.
Az ágyú szó megjelenése annak a kornak a kezdetét jelöli, amikortól a tüzérség specializált egységet jelölt és kerekekkel ellátott, állati vontatású eszközöket használt. A 15. században megjelentek a mozgó tüzérségi csapatok és fegyverek, melyeket már nemcsak várak vagy városok ostromakor lehetett használni, hanem támogatást tudtak nyújtani a harcoló gyalogosegységeknek is. A cső méretének és tömegének csökkentését a fejlettebb fémmegmunkálás és lőporgyártási technológiák tették lehetővé. Az első valódi mozgó ágyút Zsizska Jánosnak tulajdonítják, aki ökörvontatású ágyúit a huszita háborúkban (1418–1424) vetette be. A muskéták tökéletesedése azonban ezeket a még mindig igen nagy és nehéz ágyúkat kiszorította a csataterekről. A fejlődés ellenére lassúak és ormótlanok voltak, hamar el lehetett őket veszíteni egy gyors ellenséges előretörés esetén.
A lőport kezdetben egy egyszerű zsákba töltötték. Az 1620-as években a töltet és a lőpor kombinálásával állították elő az első töltényeket. A megoldás igen gyorsan elterjedt, majd később tökéletesedett. Meggyorsította és egyben biztonságosabbá is tette a töltést. Hátránya is volt: a zsák szövete nem égett el teljesen, a szövet pedig részben benne maradt a csőben. Ezeket a szövetdarabokat egy külön eszközzel, a kaparópálcával kellett eltávolítani. II. Gusztáv Adolf svéd király volt az, aki újra ágyúkat vetett be csatában. Ennek érdekében az addigiaknál könnyebb és kisebb ágyúkat fejlesztetett ki. Nagy számban alkalmazta ezeket, de az ütközetek kimenetelét továbbra is a gyalogság döntötte el.
A gránátokat a 17. század során fejlesztették ki. A gránát robbanóanyaggal töltött, gyújtószerkezettel ellátott lövedék. A specializált tüzérségi eszközök (például hajófedélzeti ágyú, tarack, mozsár) fejlesztése is ekkor indult meg. Az ágyúk fejlődésére a folyamatos méret- és tömegcsökkenés volt a jellemző, de az alapvető tervezési elvek egészen a 19. század végéig nem változtak. Ekkorra tette csak lehetővé a fémmegmunkálási eljárások, a kémia és egyéb tudományok folyamatos fejlődése azt, hogy új elveken alapuló ágyúkat tervezzenek és gyártsanak.
A témával foglalkozó első, 1650-ben kiadott jelentős könyvet Kazimierz Siemienowicz írta meg „Artis Magnae Artilleriae pars prima” (A tüzérség tudománya, Első rész) címen. Két évszázadon keresztül a legfontosabb, a tüzérséggel foglalkozó könyvnek számított szerte Európában.
Jean-Baptiste de Gribeauval, francia hadmérnök a 18. században bevezette a szabványosított ágyúkat. Kifejlesztett egy 6 hüvelykes tábori tarackot, melynek csövét, felépítményét és lőszerét szabványosították a francia hadseregben. Ezek a szabványosított, cserélhető részek lecsökkentették a szükséges csavarok és egyéb kötőelemek számát, egyszerűbbé tették a gyártást és a javítást. Fontos változtatás volt az ütközéssel működő kovaköves elsütőszerkezet kifejlesztése is. Korábban kanócot használtak, vagy egy kevés lőport helyeztek a gyújtólyukba és azt gyújtották meg. Ez nagyon megbízhatatlan technika volt, mert a tüzet könnyen kioltotta az eső vagy a túl sok lőpor felrobbanthatta magát az ágyút is. Az új módszer esetében egy kis, kovakőből készült kalapács elsütéskor nekicsapódik egy acéllemeznek, amely szikrát vet és meggyújtja a közeli serpenyőbe tett lőport. Az elsütőbillentyű kötéllel, biztonságos távolságból volt működtethető. A napóleoni háborúkban ezen változtatások döntőnek bizonyultak a csatatereken.
A 18. és 19. század fordulója körül építették meg az első röppentyűket. A röppentyűk állványra szerelt kezdetleges rakétafegyverek voltak. A röppentyűütegek kezdettől fogva a tüzérség kötelékébe tartoztak. Már akkor is jellemző volt rajuk mindaz, ami modern társaikat jellemzi: nagy mozgékonyság, de gyengébb találati pontosság. Lélektani hatásuk sem volt elhanyagolható, erős fény- és hanghatásuk révén egy lovasrohamot is megzavarhattak. Ezeket a fegyvereket kezdettől fogva intenzíven alkalmazták a csatákban, például az 1848–49-es forradalom és szabadságharc valamennyi ütközetében harcoltak röppentyűütegek.
Mindig is komoly problémát jelentett a lövedék röppályájának a stabilizálása. Ezen úgy próbáltak javítani, hogy a mozgó lövedéket még a fegyvercsőben saját tengelye körüli forgásra kényszerítették. A forgás során a lövedék pörgettyűként viselkedett, és az így gerjesztett giroszkópos erő stabilizálta a röppályát. Ennek a megvalósítási módja a huzagolás, vagy más néven csavarzat. Ennek során a cső belső felületén csavarvonalban hornyokat képeztek ki. A huzagolást a 15. században próbálták először megvalósítani. Az ehhez szükséges technológia azonban csak a 19. században jelent meg. Cavelli, Martin von Wahrendorff és Joseph Whitworth egymástól függetlenül készítettek huzagolt csövű ágyút az 1840-es években, de ezek csak az amerikai polgárháború késői szakaszában terjedtek el. Ilyen volt a Thomas Jackson Rodman (1815–1871) által tervezett Rodman-ágyú. A huzagolás egyben megkövetelte a lövedék formájának a módosítását is. A korábbi gömb alakot felváltotta a hosszúkás hengeres forma.
Az 1860-as évektől a tüzérség gyors technológiai és szervezeti változáson ment át, mely a következő évtizedben is folytatódott. Az 1880-as években fejlesztették ki az első jól működő hátsó töltésű ágyúkat, mely lehetővé tette, hogy a tüzérek a biztonságosabb páncélzat mögött tevékenykedjenek. Az 1897-ben kifejlesztett francia Canon de 75 modèle már mindent tartalmazott, ami a modern ágyúkat jellemzi: hüvelyes töltény, hátsó töltés, korszerű forma, félautomata töltőszerkezet, hidropneumatikus visszarúgásgátló.
A 19. században a tüzérség döntő változáson ment át, mert az ágyúk fejlesztése két irányba ágazott el. Az egyik irány a kisebb, könnyebb ágyúk fejlesztése volt, amelyek közvetlenül a gyalogságot támogatták, míg a másik ág a közvetett irányzást megvalósító nehézfegyverek csoportja. A második irányzat volt az, ami a hadászati doktrínákat és technológiát nagyobb mértékben fejlesztette és végeredményben elvezetett a napjainkban is használatos eszközökhöz.
„A második világháború idejére évtizedek, de inkább évszázadok fejlesztése érett be és jutott alig felfogható magasságba; a ballisztika tudománya, a robbanóanyagok kémiája olyan tökéletességet ért el, amit a kor technológiája egyáltalán lehetővé tett. Vitatható, de az egyetlen említésre méltó új fejlesztés a leváló köpenyes […] és a kumulatív töltet […] mindkettő csak részleges szerepet töltött be a második világháborúban.”

## A modern tüzérségi rendszer

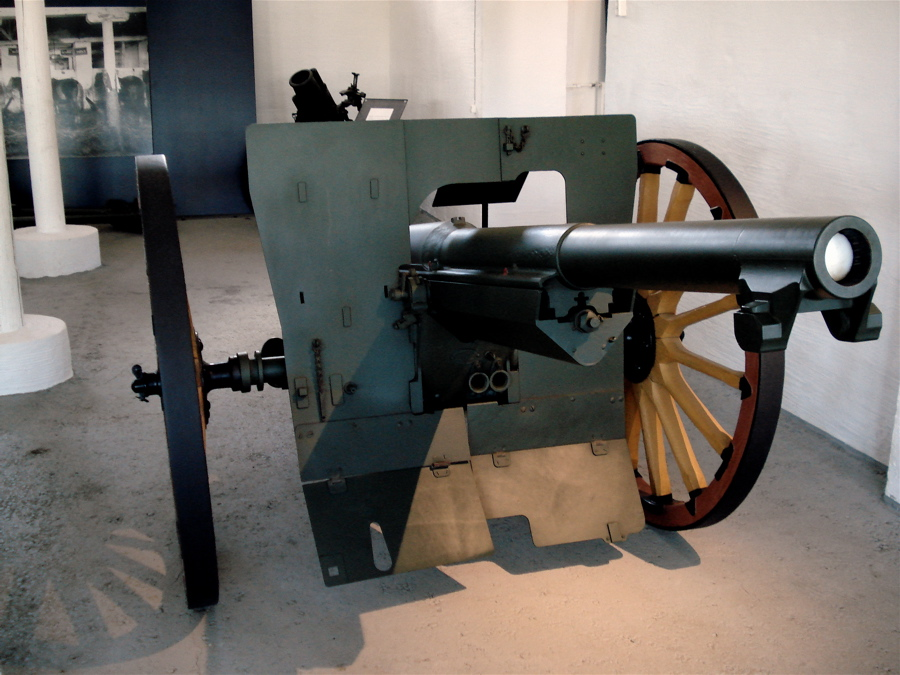
A francia Canon de 75 modèle 1897, a híres „hetvenötös” az első modern ágyú volt, amely sikeresen megbirkózott a hátrasiklás nehézségeivel, folyadékfék és léghelyretoló alkalmazásával

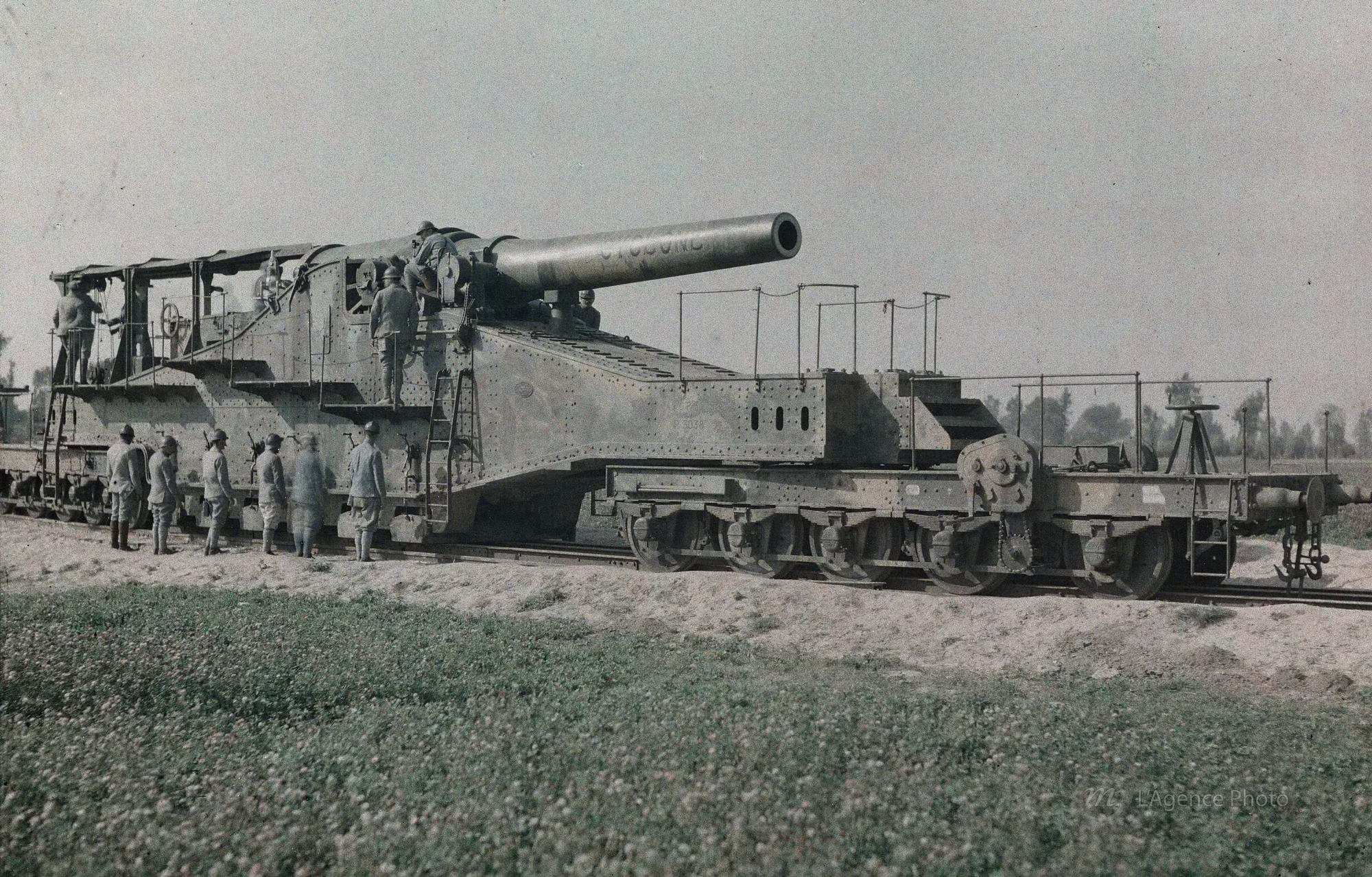
A francia 320. Tüzérségi Ezred Cyclone vasúti ágyúja, 1917. szeptember 5.

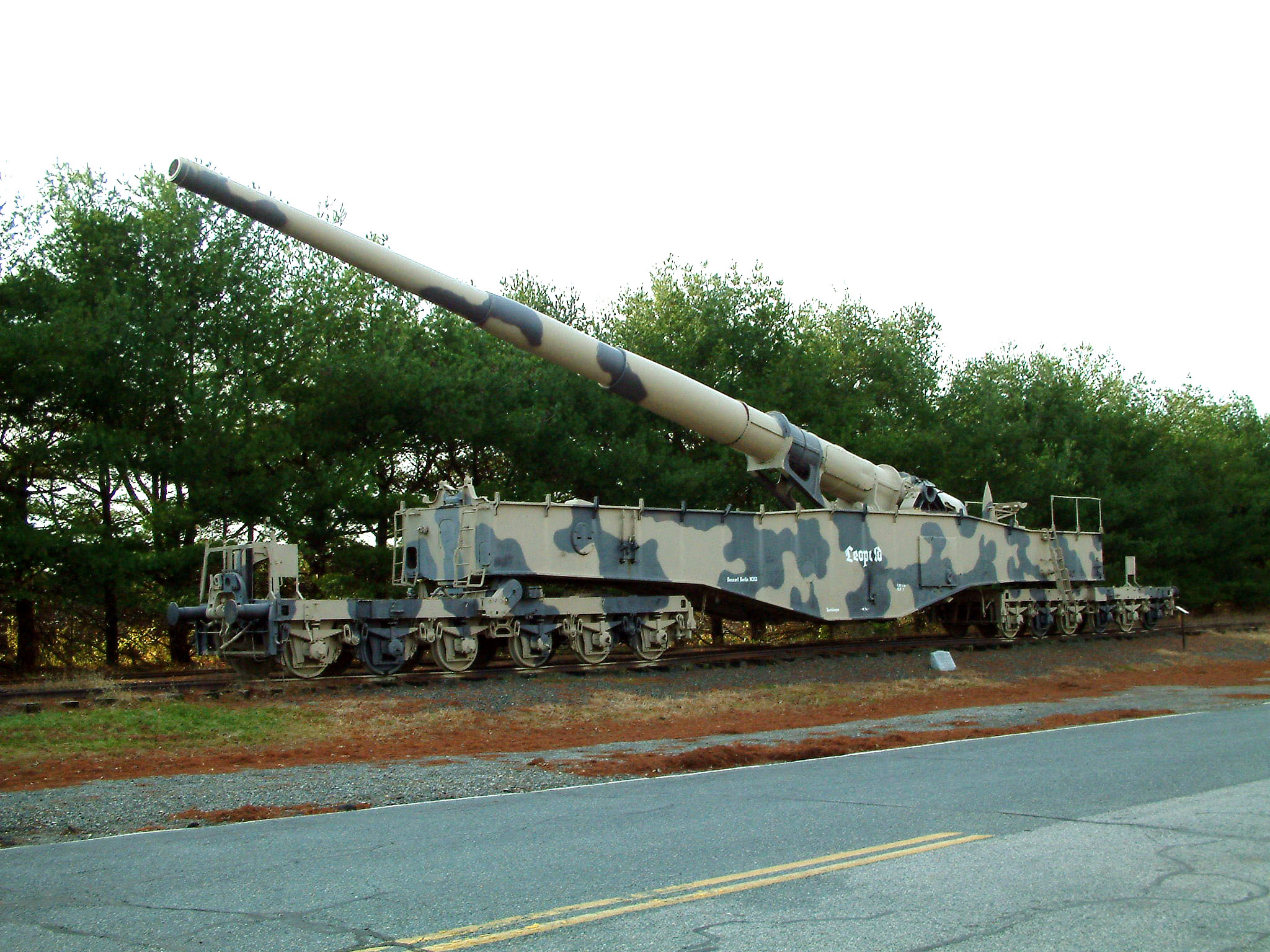
A második világháborúban alkalmazott, „Leopold” névre keresztelt német K5 vasúti ágyú a marylandi Aberdeenben. Az angolszászok „Anzio Annie”-nek nevezték

A modern tüzérségi eszközök fogalma ma a különféle lövegeket (ágyú, tarack, mozsár) és a nem irányított rakétatüzérséget foglalja magába. A speciális, kis kaliberű mozsarak a kézi lőfegyverek közé tartoznak és nem tüzérségi eszközök. Nem foglalja magában az irányított rakétákat sem, annak ellenére, hogy már léteznek irányított tüzérségi lövedékek is. A hőleképzős tűzvezető rendszerek fejlődése lehetővé tette ilyen lövedékek kifejlesztését, elmosva a hagyományos határokat.
Valamennyi eszköz közös jellemzője a nagy, 20 mm feletti kaliber, a robbanótöltetek vagy rakéták alkalmazása. Nagy méretüknél és tömegüknél fogva működtetésükhöz és szállításukhoz speciális felépítményt igényelnek. Sok esetben a felépítmény motorizált. A legfontosabb jellemzőjük mégis a közvetett irányzás képessége, vagyis az, hogy olyan célokat is le tudnak küzdeni, melyek látótávolságon kívül helyezkednek el. Éppen ezért az ütegek nem önállóan, hanem egy összetett rendszer részeként tevékenykednek. A közvetett irányzás a 20. század elején jelent meg, és az első világháború alatt sokat fejlődött. Ez a módszer előretolt tüzérségi megfigyelőktől származó adatokat használ az irányzáshoz, és figyelembe vesz olyan tényezőket is, mint például a lövedék sebessége, a hőmérséklet, a szél jellemzői vagy a légnyomás.
A modern tüzérségi rendszer a következő elemekből áll össze:
- Kommunikáció: összekapcsolja a különböző részeket, adatokat továbbít.
- Parancsnokság: engedélyt ad a különféle eszközök felhasználására, egyben a feladatkört is meghatározza.
- Felderítés: felderíti, azonosítja a célokat, meghatározza azok helyét.
- Lőelemek képzése: lőelemeket (célzáshoz szükséges adatokat) állapít meg.
- Tűzvezetés: rangsorolja a célokat, kiadja a tűzparancsot.
- Löveg, tűzszakasz, üteg: a tényleges tűzcsapást végrehajtó eszközök, ágyúk, rakétavetők és aknavetők csoportja.
- Logisztika: különféle, a harctevékenységhez szükséges anyagokat biztosít. A legfontosabb ezek közül a lőszer, valamint a tartalék alkatrészek.
- Speciális részlegek: a lövegek megfelelő működtetéséhez szükséges speciális feladatokat látják el.

Szervezetileg és helyileg a rendszer különböző elemei különféle módon szervezhetők egybe, a különböző hadseregek különböző utakat követtek és követnek. A szempontok között szerepelhet a technológia összetettsége, katonai-szociális tényezők, a tüzérség és a többi fegyvernem kapcsolata, és az, hogy milyen kritériumoknak kell megfelelnie. A költség szintén szempont lehet, mert a tüzérség működtetése drága, aminek két fő oka van: a tüzérségi rendszer magas ember- és lőszerigénye.

### Kommunikáció
A rendszer egyes részei közötti kommunikáció alapvető fontosságú, ennek megbízhatónak, gyorsnak kell lennie és a rendszer valamennyi elemét össze kell kapcsolnia. Egészen a legutóbbi időkig zászlókat, fényjelzőket, hangutasításokat használtak. Később megjelent a morzekódolás rádión és vonalas telefonon is. A rádió-összeköttetés különféle hullámhosszon történt, eleinte nyíltan, aztán kódoltan.
A hordozható rádiók az első világháború idején jelentek meg. Nagy hatásuk volt, mert lehetővé tették a gyors adattovábbítást, és gyalogsági vagy éppen páncélosegységeket is fel lehetett szerelni velük. A második világháború idején az önjáró lövegeket saját rádióval látták el, sokszor azonban inkább az előzetes taktikai tűzterv nyomtatott változatát és az előre készített térképeket használták. Erre a rádiócsend betartása miatt volt szükség.
Az adattovábbítás a tüzérségi egységek szempontjából különösen fontos, mert előre definiált, strukturált adatok továbbíthatók, és ezek számítógépekkel feldolgozhatók. A felderítés által megállapított céladatokat például automatikusan továbbítja a tűzvezetés, de a lövegek már azokat az adatokat kapják, amelyek a tényleges tűzcsapáshoz szükségesek. A hálózatalapú hadviselés előretörésével minden egyes katona bekapcsolható a felderítő rendszerbe, de ugyanez a katona tüzérségi támogatást is kérhet.

### Parancsnokság
A parancsnokság ad felhatalmazást különféle eszközök – főleg a lövegek – felhasználására. Ennek tipikus megvalósítási formája a tüzérségi alakulatok feladatának meghatározása. A feladatkörük nagyjából kétféle lehet: közvetlen tűztámogatás vagy általános. Az első általában mozgó egységek számára biztosít támogatást, egyben adja a tüzérségi felderítőket és összekötőket. A tüzérségi alegységet többnyire összfegyvernemi parancsnokság alá helyezik. Az általános feladatkör közvetlen tűztámogatást vagy általános záró- vagy fedező tüzet jelent, ilyenkor az ütegeket nagyobb egységbe szervezik. Akár tüzérdandár vagy -hadosztály is létrejöhet egy még nagyobb szervezeten belül. A tüzéralegységek pedig ott tartózkodnak, ahol épp szükség van rájuk. A parancsnok ilyenkor a magasabb parancsnokság szempontjai alapján határozza meg a feladatokat.

### Felderítés

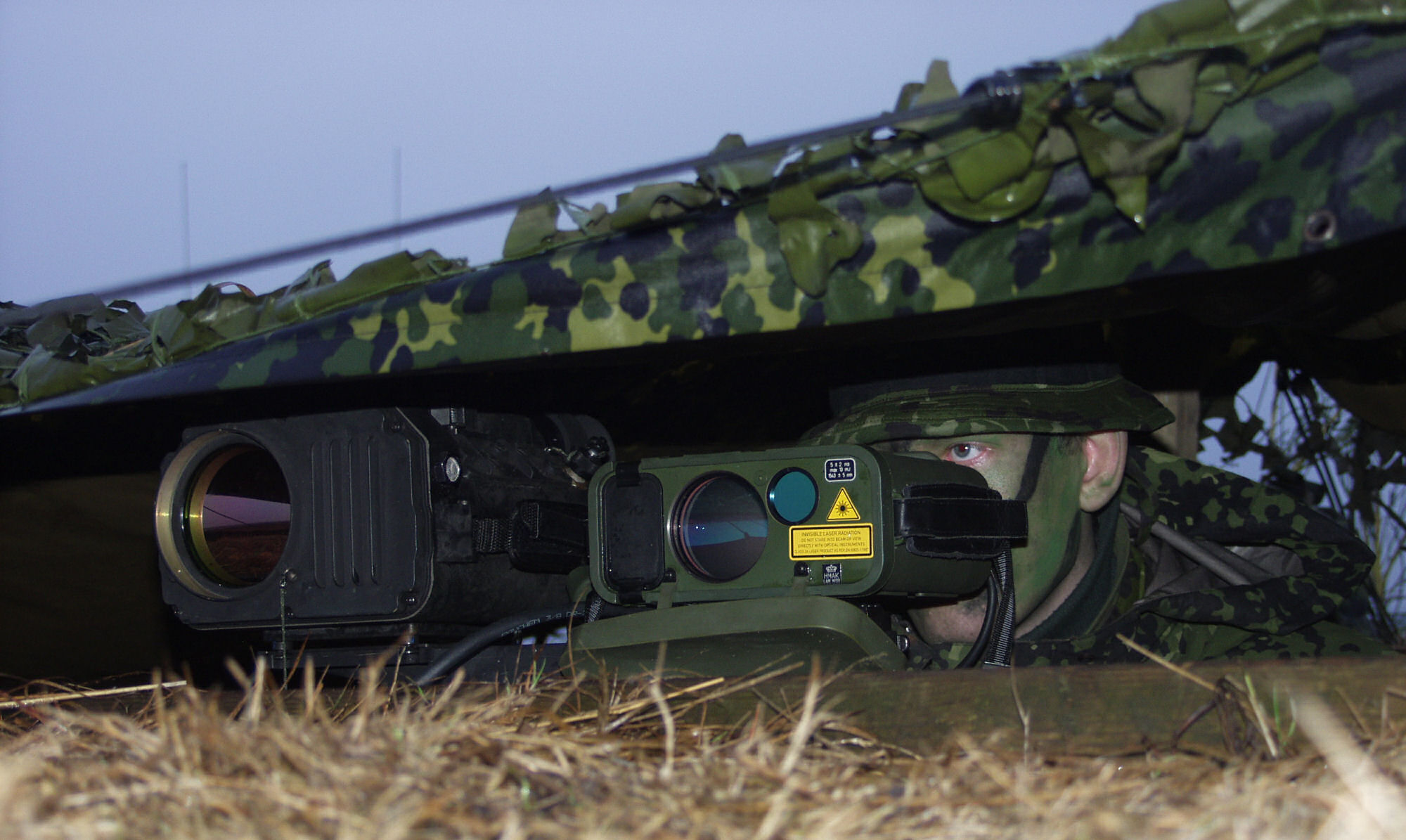
Modern tüzérségi felderítő

A cél felderítése sok módon történhet. Általában valós idejű megfigyeléssel, néha elemzéssel történik. Leggyakrabban földi tüzérségi megfigyelőket értenek alatta. A légi felderítés és fényképezés is gyakori, különösen a közvetett irányzás megjelenése óta. De bárki deríthet fel célt, amennyiben képes a cél adatait a tüzérség számára továbbítani.
Az eszközök nagyon sokfélék:
- Korábbi korszakokban: iránytű, kézi vagy állványos távcső, optikai távmérő.
- Az első világháború alatt különleges eszközöket használtak fényvillanások vagy hangok jobb észleléséhez.
- A második világháborúban vezették be a radart, és ekkor kezdtek el használni tüzérségi felderítő járműveket.
- Az 1960-as évektől vetik be a pilóta nélküli repülőgépeket.
- Az 1970-es években vezették be a lézeres távmérőket, a földi telepítésű radarokat és az éjjellátó készülékeket. Ehhez csatlakozott a tehetetlenségi elven működő tájoló (INS) és más navigációs eszközök (GPS).
- Ember nélküli földi radarok és érzékelők, melyek kilőtt lövedékek röppályájának elemzése alapján meghatározzák azok kilövési helyét.
- Hírszerzési adatok.

### Lőelemek

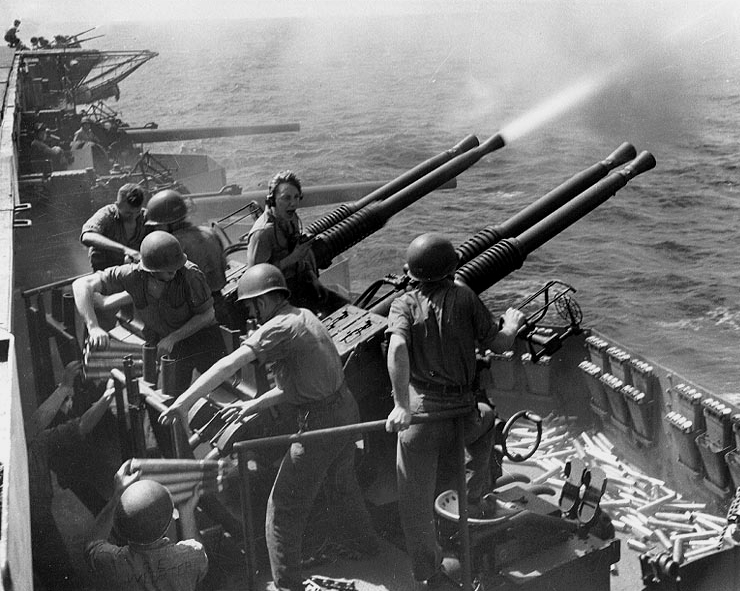
40 mm-es Bofors légvédelmi ágyúk munkában az USS Hornet (CV 12) fedélzetén a második világháború alatt

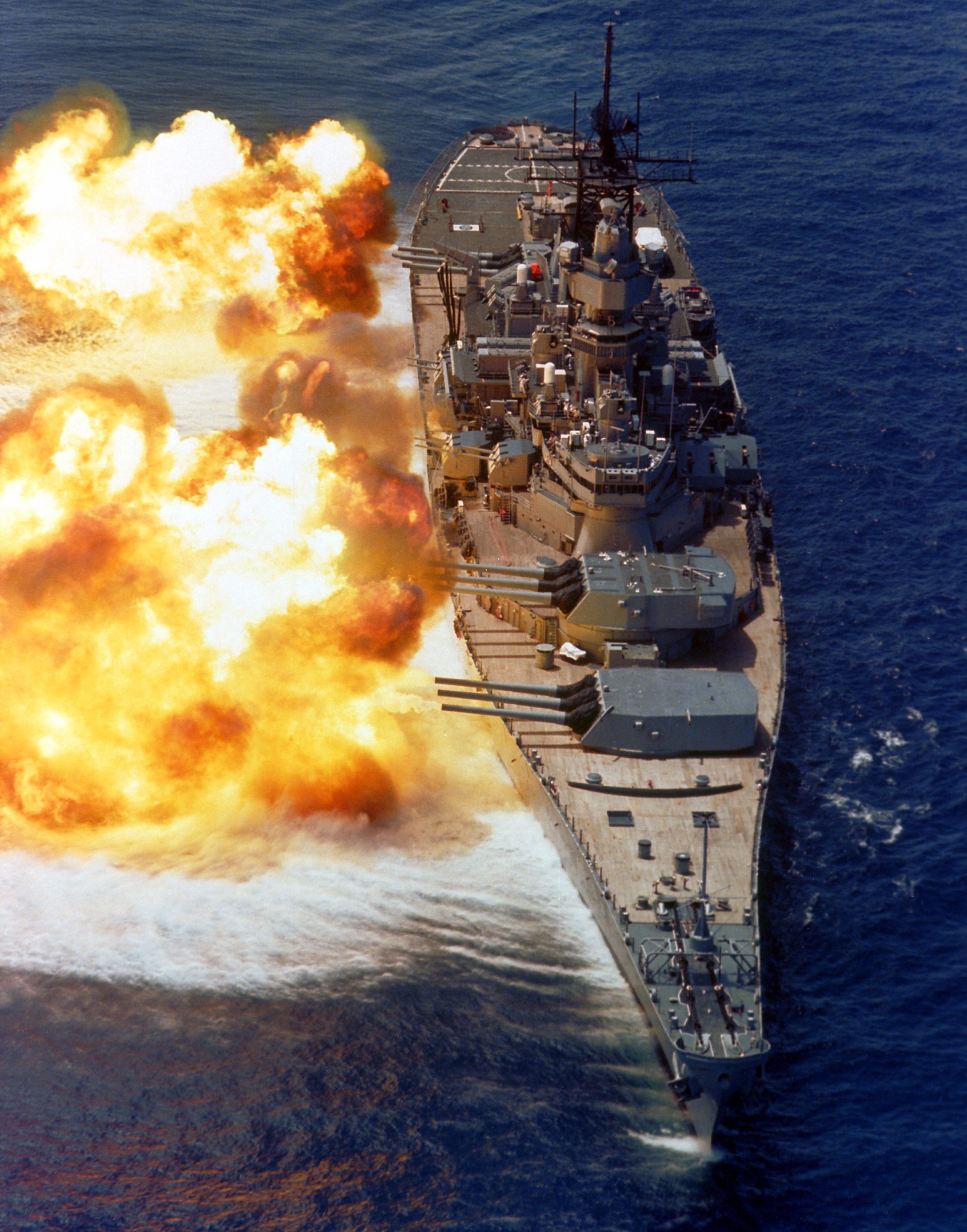
Az amerikai USS Iowa (BB–61) csatahajó hadgyakorlaton, 1984

A lőelemeket számítás útján határozzák meg. Két fő eleme van: a löveg csövének emelkedési és oldalszöge. Ezekhez jöhet még hozzá a szükséges hajítótöltet nagyságának és a gyújtási beállításoknak a meghatározása. A harctéri számítógépek bevezetése előtt a távolságmérést az ágyúra szerelt távmérővel végezték el. Miután a közvetett irányzást bevezették, a lőelemek kiszámítása az előretolt tüzérségi felderítők feladata lett.
Az előre jósolt tűzcsapást (angolul Predicted Fire) az első világháború alatt kezdték el intenzíven fejleszteni. Ezt a háború alatt felmerült újabb igények tették szükségessé: éjszakai és mélységi tűzcsapás, a lehető leggyorsabb találat. Az akkori módszert még a második világháború után is változatlanul alkalmazták, nyilvánvaló hiányosságai ellenére. Ilyen hiányosság volt a cél helyének nem eléggé pontos meghatározása, a baráti csapatok túlságosan közeli jelenléte a cél körzetében vagy a mozgó célok leküzdése. Emiatt a lőelemeket állandóan helyesbíteni kellett. A cél helyének kellően pontos meghatározása csak a lézertávmérők és egyéb navigációs eszközök rendszerbe állításával vált lehetségessé.
Az előre jósolt tűzcsapás végrehajtásához három, földrajzilag is megadható adatra van szükség. A tüzérségi üteghez képest a cél távolsága, oldalszöge (azimutja) és látószöge a három szükséges adat. Ezek ismerete ideális körülmények esetén pontos célzást tesz lehetővé. A gyakorlatban azonban az ideális körülmények nem teljesülnek, ezért az eredetileg meghatározott adatokat korrigálni kell. A korrekció során számos tényezőt kell figyelembe venni: a cső elhasználódásának mértékét, a hajítótöltet hőmérsékletét, a töltények tényleges tömegét (ezek a csőtorkolati sebességet befolyásolják), továbbá a levegőre jellemző adatokat (hőmérséklete, sűrűsége, sebességének nagysága és iránya), valamint a Föld forgását is (ezek a lövedék röppályáját befolyásolják). Ezeket a tényezőket figyelembe lehet venni külön-külön is, vagy egy úgynevezett regisztrációs lövés leadásával. A regisztrációs lövést egy ismert koordinátájú pontra adják le, amelyet ideális esetben el is találnak. Ha nem, akkor az eltérés mértéke egyenlő lesz az egyes tényezők összegzett hibájával.
Az analóg tűzvezető rendszerek rendszerbe állításáig valamennyi adatot kézzel számoltak ki, a mérési adatokat előállító műszereket magasan képzett tisztek kezelték. Az egyik legfontosabb eszközük a tüzérkvadráns volt, de használtak más eszközöket, táblázatokat, sőt még valószínűségi adatokat is. Az analóg automata rendszerek a kézi módszert utánozták, ilyen volt például a Gamma–Juhász-lőelemképző is. Részben automatizálták a lőelemszámítás folyamatát. A teljes automatizálást a később bevezetett digitális számítógépes rendszerek tették lehetővé, amelyek már másként közelítik meg a problémát. Ezek ugyanis kiszámolják a lövedék várható röppályáját, ennek során figyelembe veszik valamennyi befolyásoló tényező módosító hatását. A számításokat többször megismétlik, míg végül megtalálják azokat a lőelemeket, amelyek használata esetén a lövedék a céltól a megengedett legnagyobb távolságon belül csapódik be. A NATO szabványosított ballisztikai modellt használ, melynek használata a NATO Tüzérségi Ballisztikai Program (NATO Armaments Ballistic Kernel, NABK, STANAG 4537) keretein belül kötelező minden NATO-tagállamnak.
A technikai tűzvezetés szervezetileg is változott az idők folyamán. Az első világháború idején az ütegek szintjén történt, majd az 1930-as évek alatt a franciák átszervezték és zászlóalj szintjén valósították meg. Ezt az USA hadserege is átvette. A legtöbb hadsereg mégis megmaradt az ütegszintű szervezés mellett, sőt néhány helyen megduplázták a tűzvezetés létszámát, hogy nagyobb taktikai rugalmasságot érjenek el. A számítógépek megjelenésével újabb változások következtek, mert a tűzvezetéshez szükséges létszám lecsökkent, ugyanakkor lehetőség nyílt a decentralizáció megvalósítására. Az ütegeket kisebb csoportokra lehetett osztani, melyek egymástól függetlenül tevékenykedhetnek. Végezetül megvalósíthatóvá vált az ágyúval vagy rakétaindítóval egybeintegrált, a rakétatüzérség számára fontos irányzó rendszer.

### Tűzvezetés

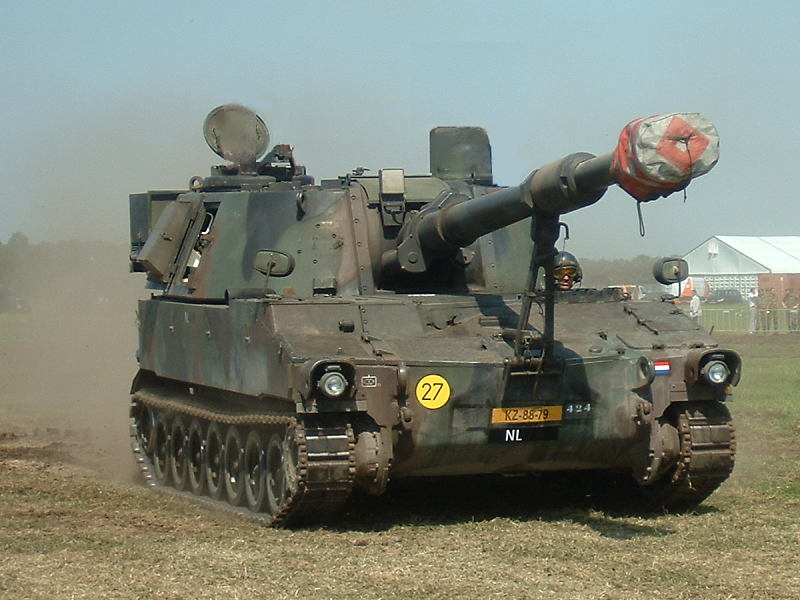
Holland M109 típusú önjáró tarack

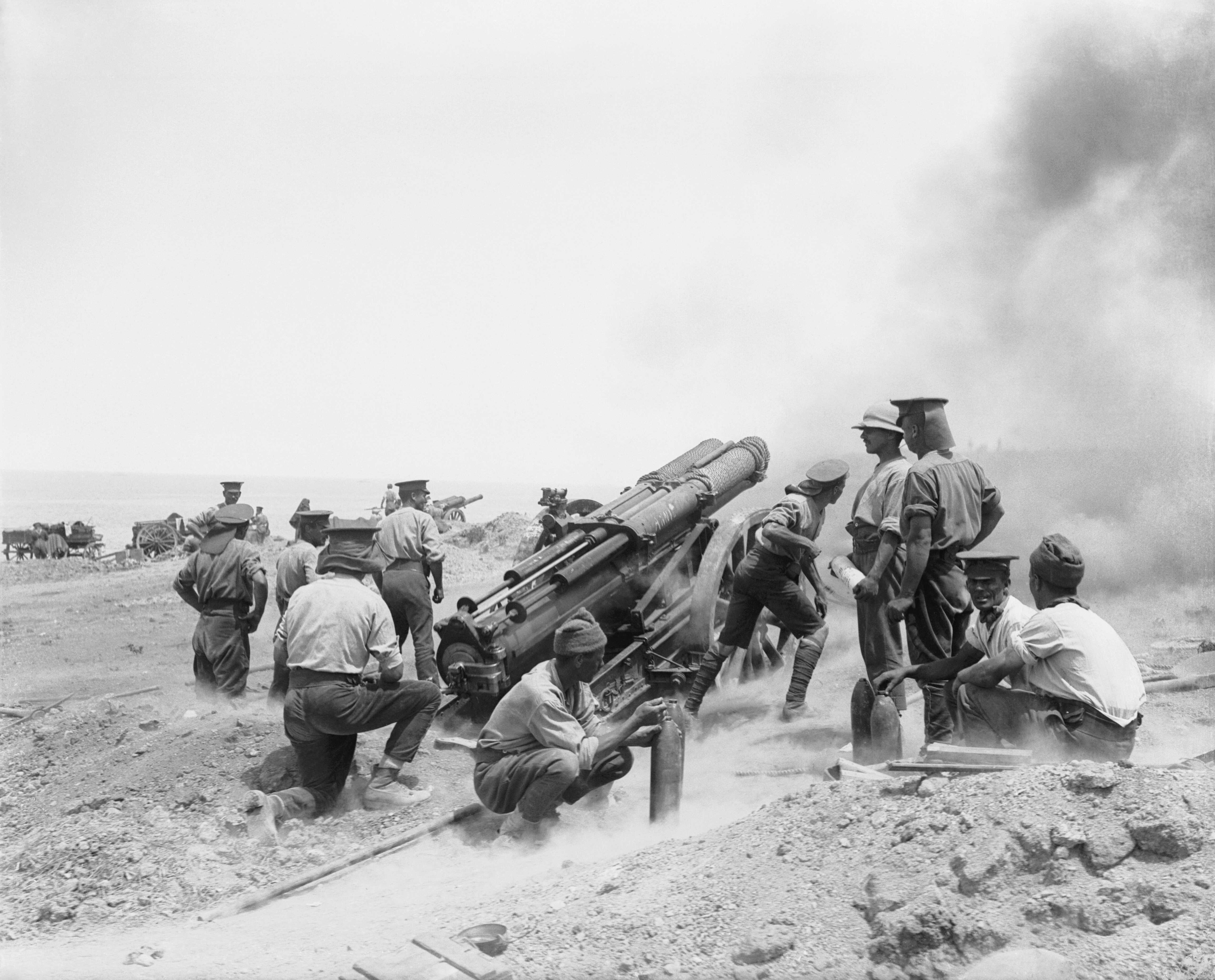
Brit 60 fontos ágyú a gallipoli csatában, 1915

A taktikai tűzvezetés feladata a célok meghatározása, rangsorolása és az ütegeknek történő kiosztása. Amennyiben a cél több, egymástól függetlenül tevékenykedő üteg lőtávolságán belül van, akkor ennek különösen nagy a jelentősége. A célok természete és a tűzcsapás célja határozza meg, hogy milyen típusú löveggel támadható. A feladat az, hogy meghatározzák, milyen és mennyi löveg szükséges ahhoz, hogy a tűzcsapás a kívánt célt elérje. Ugyanakkor egy kettős dilemmát is fel kell oldani: a fontos célok ritkán sürgősek, míg a sürgős feladatok ritkán fontosak. Természetesen a fontosság mindig nézőpont kérdése; egy hadosztályparancsnok számára egy-egy cél általában nem olyan fontos, mint egy szakaszparancsnok számára.
Röviden szólva, két szituáció lehetséges: tűzcsapás mérése adott ellenséges célokra vagy célok támadása egy nagyobb hadművelet keretében. A második esetben a parancsnok megadja, hogy mely egységek vesznek részt a hadműveletben, majd a taktikai tűzvezetés elkészíti a haditervet. Ilyenkor számolhatnak nem tüzérségi egységek (például aknavetők vagy repülőgépek) bevetésével is.
Vannak olyan hadseregek, ahol a taktikai tűzvezetés erre létrehozott tüzérségi parancsnokság kezében van, csak ők adhatnak parancsot egy cél megtámadására. Az is előfordul, hogy a felhasználandó lőszer típusát és mennyiségét is megadják. Más hadseregekben egy úgynevezett felhatalmazott felderítő is parancsot adhat a tűzcsapás végrehajtására. Ilyenkor a felhatalmazott felderítő a saját ütege számára adhat ki tűzparancsot, de a tüzérparancsnok felhatalmazhatja arra is, hogy egy vagy több zászlóalj tüzét irányítsa. Ha egy felderítő nincs felhatalmazva tűzparancs kiadására, akkor még mindig kérhet tűztámogatást. A második esetben a legtöbb tüzértiszt az előretolt felderítőkkel vagy a támogatott egységgel tart. Az első esetben a tisztek az ágyúk közelében tartózkodnak. A tűzcsapás tényleges irányítása mindkét esetben az előretolt felderítők feladata.

### Löveg, tűzszakasz, üteg
A legkisebb egység, mely tűzcsapást tud mérni egy adott célra, a tűzszakasz. Egy tűzszakaszt általánosságban 2 db löveg alkot. Minimum 2 db tűzszakasz, a parancsnoki szakasz a felderítő rajokkal, a rádiólokátor szakasszal, hangfelderítő szakasszal alkot egy üteget. 
A tűzszakaszok támadhatják ugyanazt vagy több eltérő célt. Földrajzilag is sokféleképp helyezkedhetnek el.

### Logisztika
A logisztikai egység legfőbb feladata a lőszerellátás biztosítása. Egészen az első világháborúig általában a tüzérség feladata volt az egész hadsereg lőszerellátásának a biztosítása. Ennek az oka az, hogy a kézifegyverek kisméretű lőszerének a szállítása igen egyszerű volt a nehéz ágyúk lőszerellátásához képest. A különböző hadseregek különböző módon oldották meg ezt a feladatot. A fő különbséget az ellátás filozófiája jelentette. Egyik esetben a lőszer képzeletbeli csőhálózaton jut el az alakulatokig, az ellátás üteme állandó. A másik esetben a lőszerellátás a tényleges felhasználás mértékében történik. Ebben az esetben a logisztikai hálózatnak fel kell készülnie az igények követésére.

### Speciális feladatokat ellátó részlegek
Speciális egységek olyan adatokat szolgáltatnak, melyek az előre jósolt tűzcsapás végrehajtásához kellenek.
- Meteorológiai adatok: régebben minden hadosztálynak volt egy meteorológusokból álló csoportja. Később az ütegek szintjére tevődött át ezen adatok előállítása.
- Fegyverkalibráció: rendszeres időközönként kalibrálni kell az ágyúkat, hogy a lövedék csőtorkolati sebessége állandó maradjon. Erre azért van szükség, mert az ágyúk csöve a felhasználás során kopik.
- Földmérés: a lövegek pontos helyzetének meghatározása a feladatuk. Vannak olyan hadseregek, ahol a teljes térképészet a tüzérség feladatköre. A hagyományos földmérő eszközöket napjainkban váltja fel a tehetetlenségi navigációs rendszer és a GPS.

## Tüzérségi eszközök

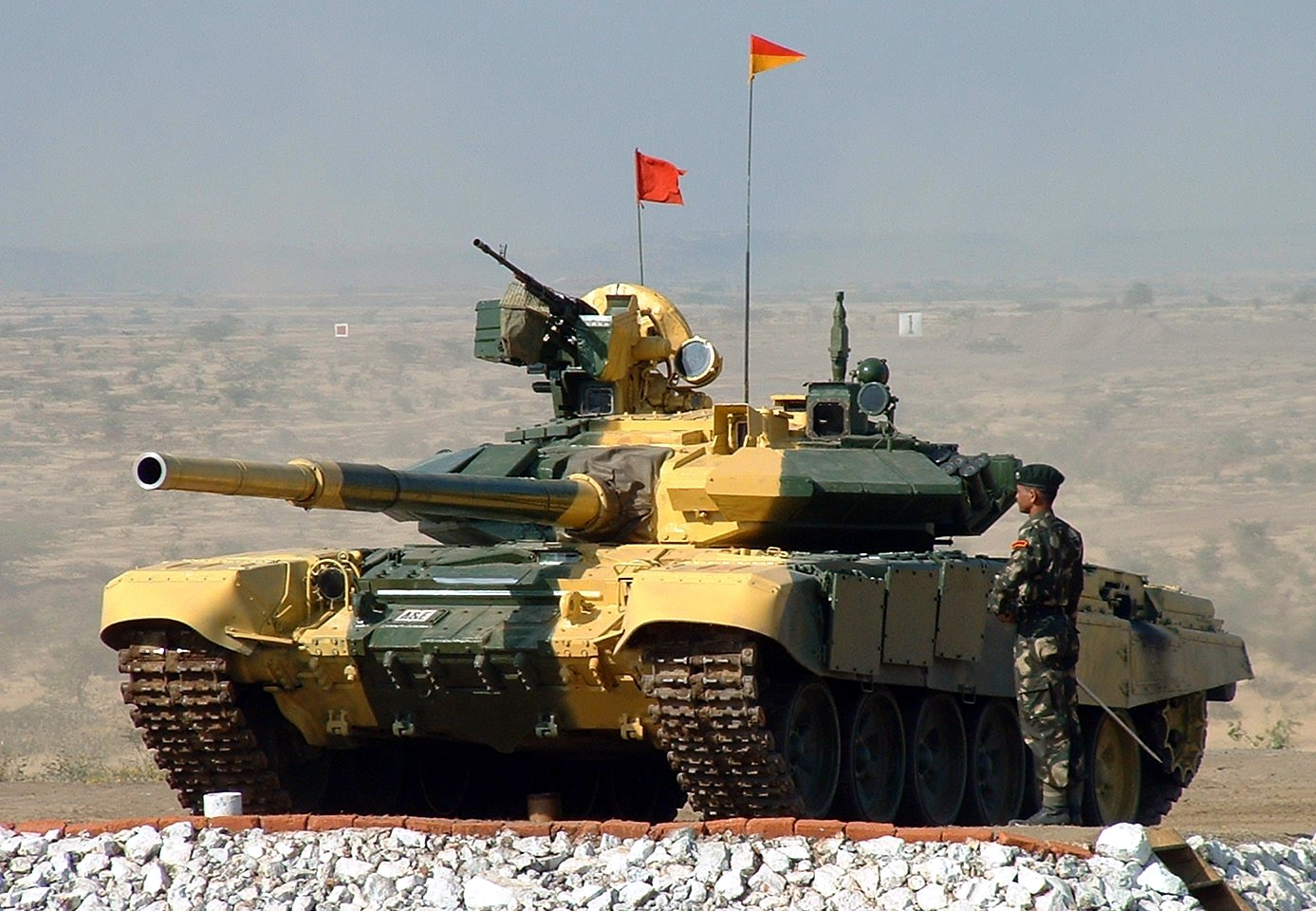
Indiai T–90 harckocsi. Napjainkban többnyire csak harckocsikban és hajókon alkalmaznak klasszikus ágyúkat

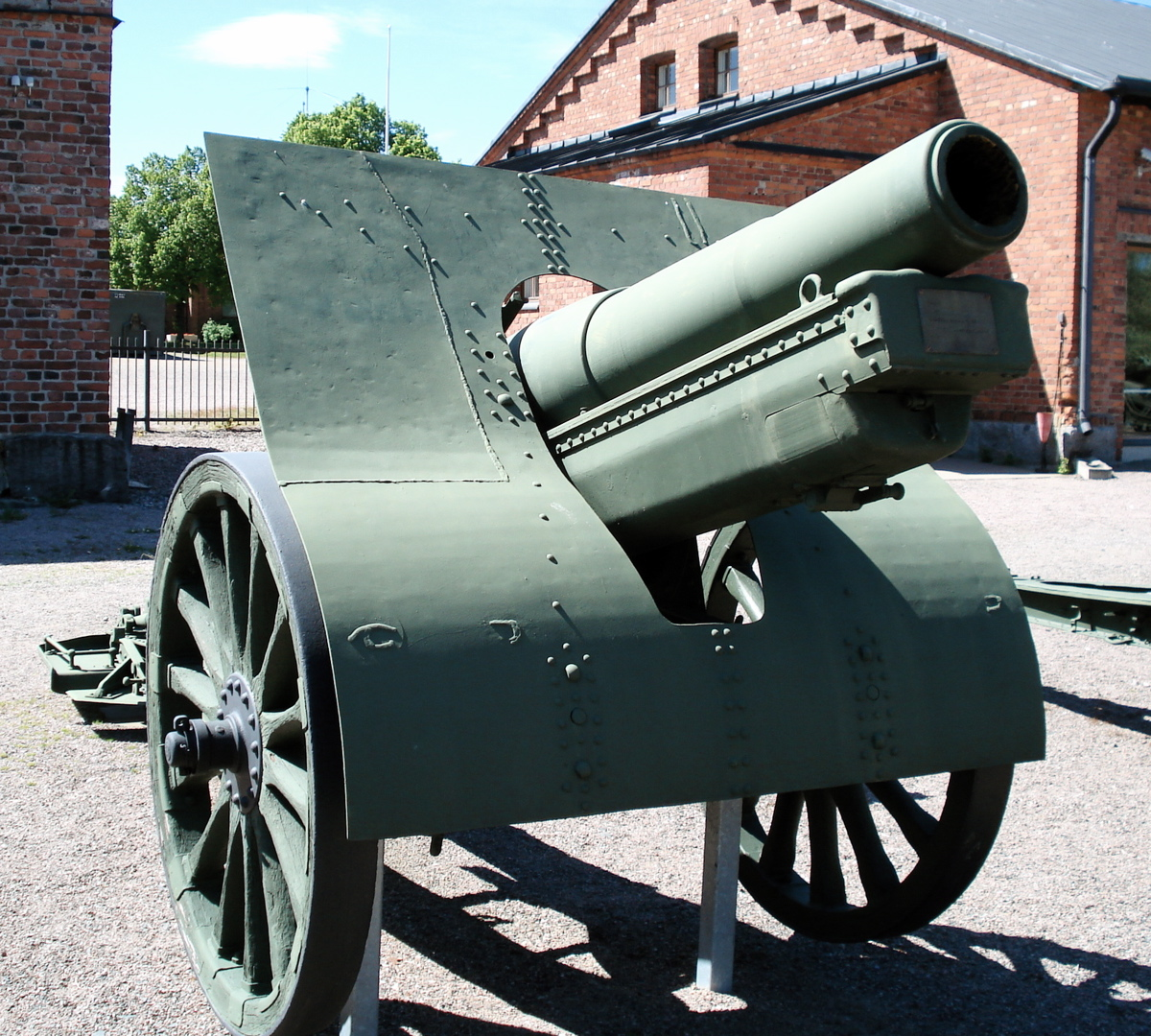
Szovjet 152 mm-es 1909/30 mintájú tarack. A második világháború során nagy számban teljesített szolgálatot a frontokon

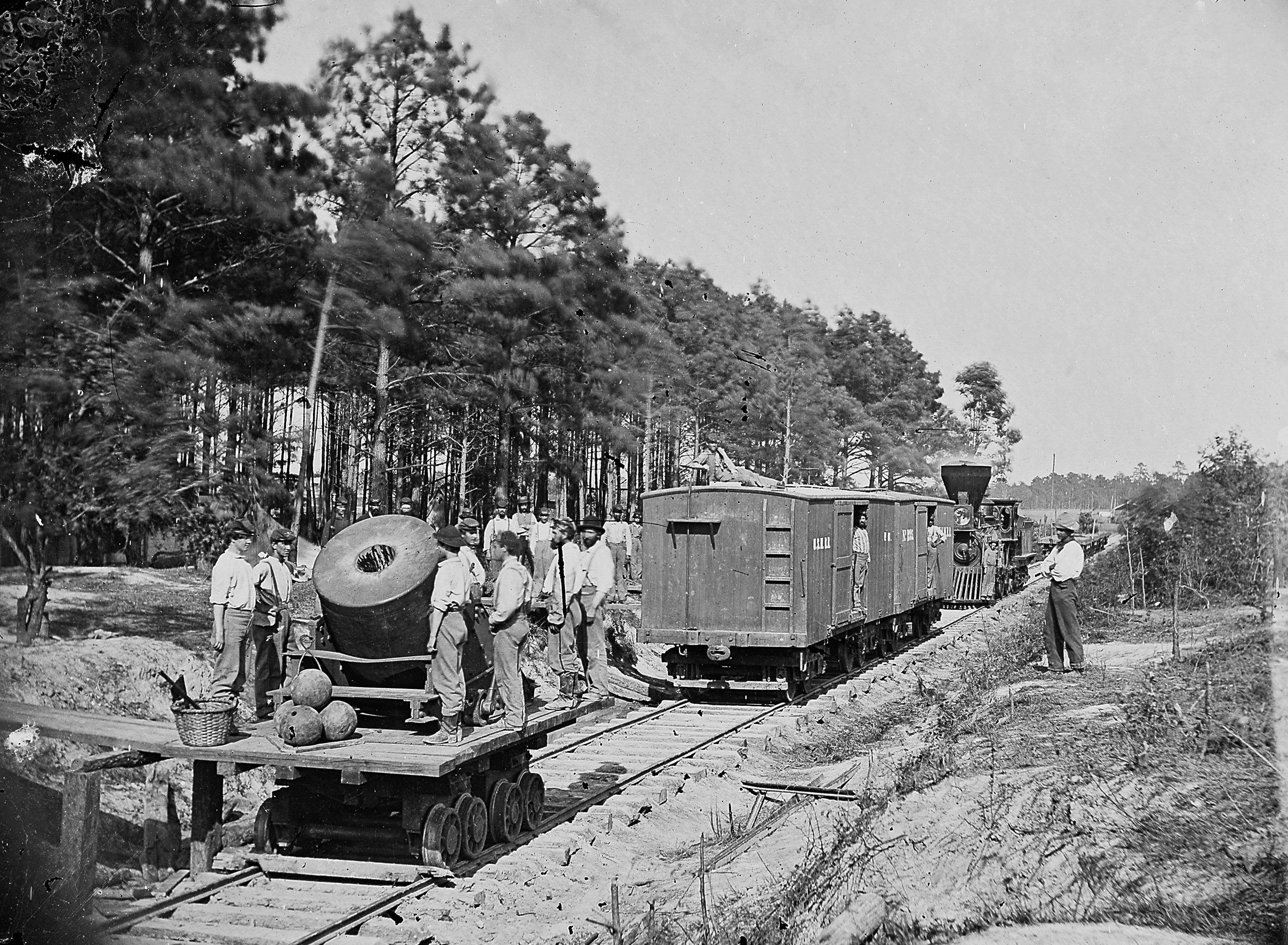
Vasúti mozsár, Petersburg, USA, 1865

A csöves tüzérségi eszközöknek három alapvető típusa létezik: ágyú, tarack, aknavető. Ezekhez csatlakozik a rakétatüzérség, amely nem irányított rakétákat használ. A 20. század folyamán az ágyúk és a tarackok egyre hasonlóbbá váltak, manapság már nincs akkora jelentősége a besorolásnak, mint korábban. A század végére a klasszikus, 60 mm-nél nagyobb űrméretű ágyúk megritkultak. Napjainkban ilyen ágyúkat harckocsikban, illetve egyéb páncélozott harcjárművekben, hadihajókon és a megmaradt kisszámú parti és légvédelmi ütegnél használnak.
Hagyományos értelemben a tábori ágyú és a tarack közötti különbség a cső maximális emelkedési szögével (45° alatti vagy feletti), a töltény részeinek számával (egy vagy több) és az alacsonyabb vagy nagyobb csőtorkolati sebességgel (melyet néha összekapcsolnak a cső űrmérethosszával) fejezhető ki. Ez a három kritérium összesen nyolc, a gyakorlatban is megvalósítható kombinációt jelent. Megjegyzendő, hogy a mai modern tarackok csőtorkolati sebessége vagy csövének űrmérethossza nagyobb, mint a száz évvel ezelőtti tábori ágyúké volt.

### Ágyú
A klasszikus ágyúk jellemzője a nagy lőtávolság, csövük maximális emelkedési szöge pedig 45°-nál kisebb. A belőlük kilőtt lövedékek csőtorkolati sebessége nagy, csövük hosszú. A hajítótöltet egy részből áll, emiatt a teljes töltény is gyakran egy egység. A csőtorkolati sebességre vonatkozóan nincs egységes álláspont, ezért azt nem is adják meg. Ugyanez igaz a cső hosszára is.

### Tarack
A tarackok maximális emelkedési szöge igen magas, legalább 45°, de a modern típusok esetében a 70°-ot is elérheti. Többféle hajítótöltetet használhatnak, ezért ugyanazzal a csőállással a lőtávolságuk eltérő lehet. A lövedék sebessége kisebb, csövük rövidebb. A lövedékek többféle esésszöggel csapódhatnak be. Mivel többféle hajítótöltetet használnak, ezért a töltény több részből áll.
Az első ágyútarackok, illetve tarackágyúk az 1930-as években jelentek meg, amikor olyan tarackokat fejlesztettek ki, melyek nagy csőtorkolati sebességre voltak képesek. A kifejezés sohasem vált igazán elfogadottá, a legtöbb hadsereg inkább kiszélesítette az ágyú és a tarack fogalmát. Az 1960-as évekre a legtöbb eszköz megfelelt az ágyútarack definíciójának: csövük állásszöge elérte a 70°-ot, többrészes töltetet használtak, igen nagy volt a lövedékek sebessége és nagy volt a csövük hossza.
A tarackok általában mélységi tűzcsapásra használatosak, és a modern önjáró tüzérségi harcjárművek tipikus fegyverei.

### Aknavető
Az aknavetők egyszerű fegyverek. A modern aknavetők a mozsarakból alakultak ki az első világháborúban. Többféle alakot használtak, majd a háború után a Stokes-alak lett az általános. Jellemzője a rövid, teljesen sima cső, a kis lövedéksebesség, az igen nagy állásszögű cső (45–85° között) és az egyszerű tartószerkezet. Alapesetben a lövedéket bele kell ejteni a csőbe, az nekiesik az ütőszegnek, ami begyújtja a lőport, a nyomás pedig kirepíti a töltetet, de elektromos, vagy zsinóros kioldású rugós ütőszeg is létezik. Olyan aknavetőt is készítettek azóta, mely huzagolt és hátsó töltésű.
Nagy előnye, hogy a löveghez közeli célpontokra is képes tüzelni a lövedék ballisztikus röppályája miatt. Szintén csak az aknavető képes arra, hogy a lövegnél magasabban fekvő célpontokat támadjon. Emiatt, illetve kis tömege miatt ideális választás hegyi és városi harcra.

### Rakétatüzérség

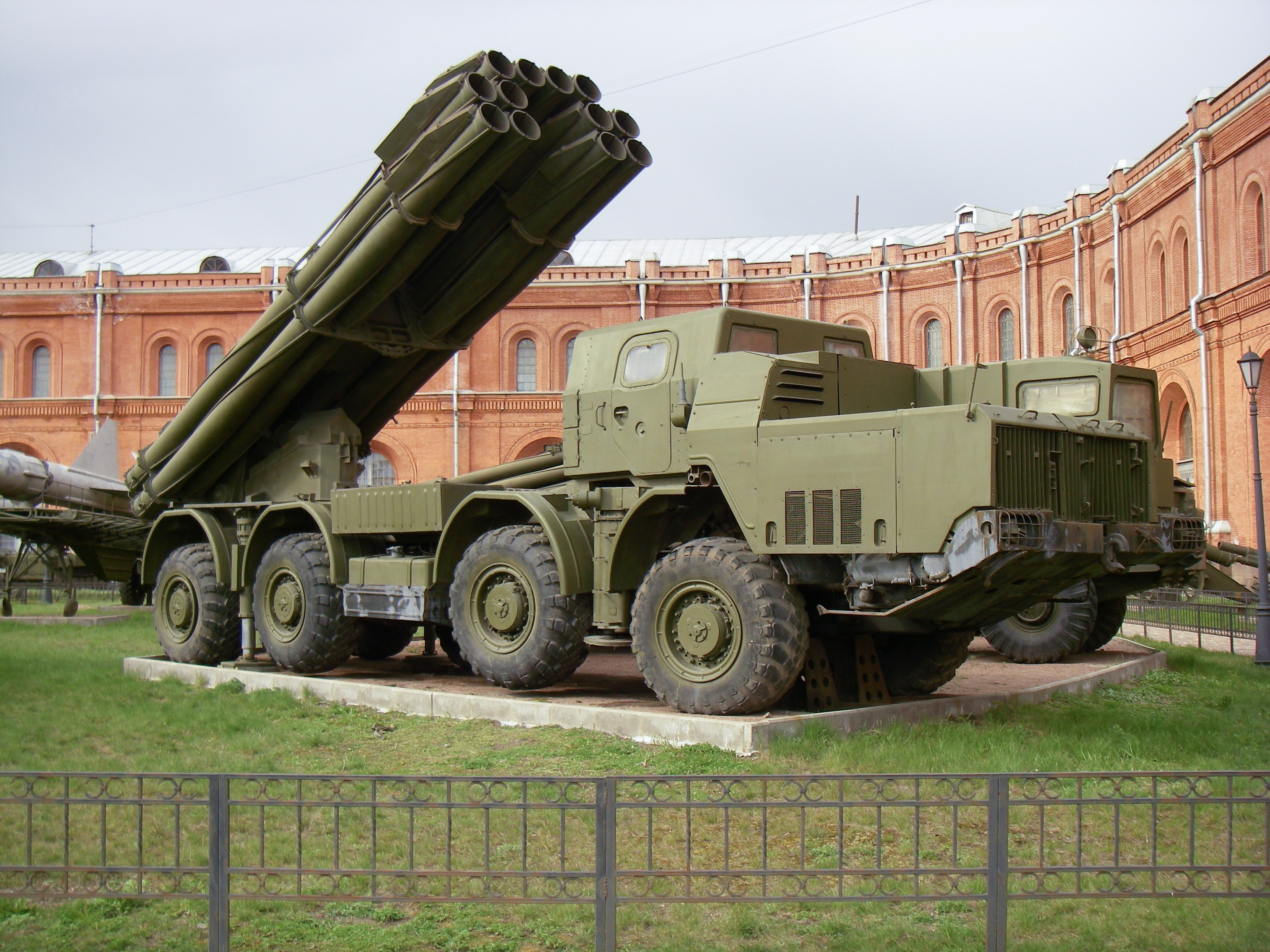
Szovjet BM–30 Szmercs típusú (9K58 GRAU-kódú) rakéta-sorozatvető a Szentpétervári Tüzérmúzeumban

A rakétatüzérség jellemzője, hogy a lövegekben alkalmazottaktól eltérően rendszerint nem irányított, reaktív hajtású lövedékeket alkalmaz a tűzcsapás végrehajtásához. Általában mozgó platformra szerelt, relatíve kicsi rakétavető állványt alkalmaznak. A rakéták lőtávolsága igen nagy, a tűzvezető rendszer pedig erősen integrált. Nem alkalmaznak előretolt tüzérségi felderítőket, a célzási pontosságuk és tűzgyorsaságuk hosszabb távon elmarad a csöves tüzérségi fegyverekétől.
Az ún. „Lőj és tűnj el!” (angolul: shoot and scoot) elv tökéletes megvalósítására alkalmasak, mert rövid idő alatt tűzkésszé tehető a rendszer, a tűzcsapást időben koncentráltan hajtják végre (a teljes rakétajavadalmazást nagyon rövid idő, akár 8–10 másodperc alatt is ellőhetik), majd a tűzcsapás végrehajtása után helyüket azonnal megváltoztathatják. Szükség is van erre, mert a nagy füst és talajpor, ami ekkor képződik, elárulja tüzelési pozícióikat. Nagy mozgékonyságuk miatt csak hasonlóan mobil szárazföldi vagy légi fegyverekkel lehet eredményesen harcolni ellenük.
Mindezek miatt mélységi tűzcsapásra használatosak és nem alkalmazzák közvetlen tűztámogatás biztosítására, mert pontatlanságuk miatt védekező harcra csak kellő körültekintéssel vethetőek be, a védendő erőkben is jelentősebb károkozás lehetőségével.

### Alternatív osztályozás

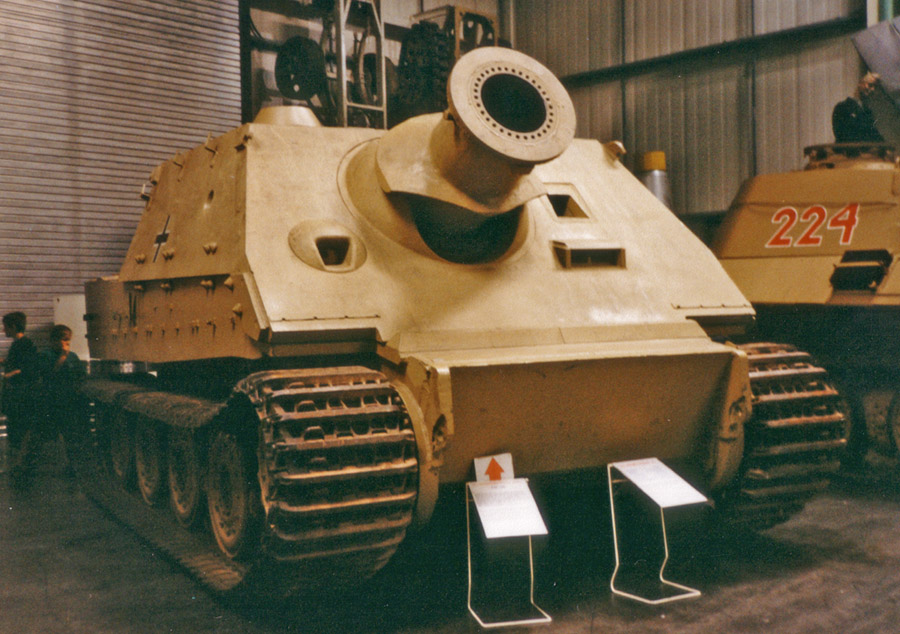
A német Tiger I nehéz harckocsi bázisán létrehozott Sturmtiger roham-mozsár a munsteri Német Páncélosmúzeumban. A második világháború során mindössze 18 db-ot gyártottak belőle.

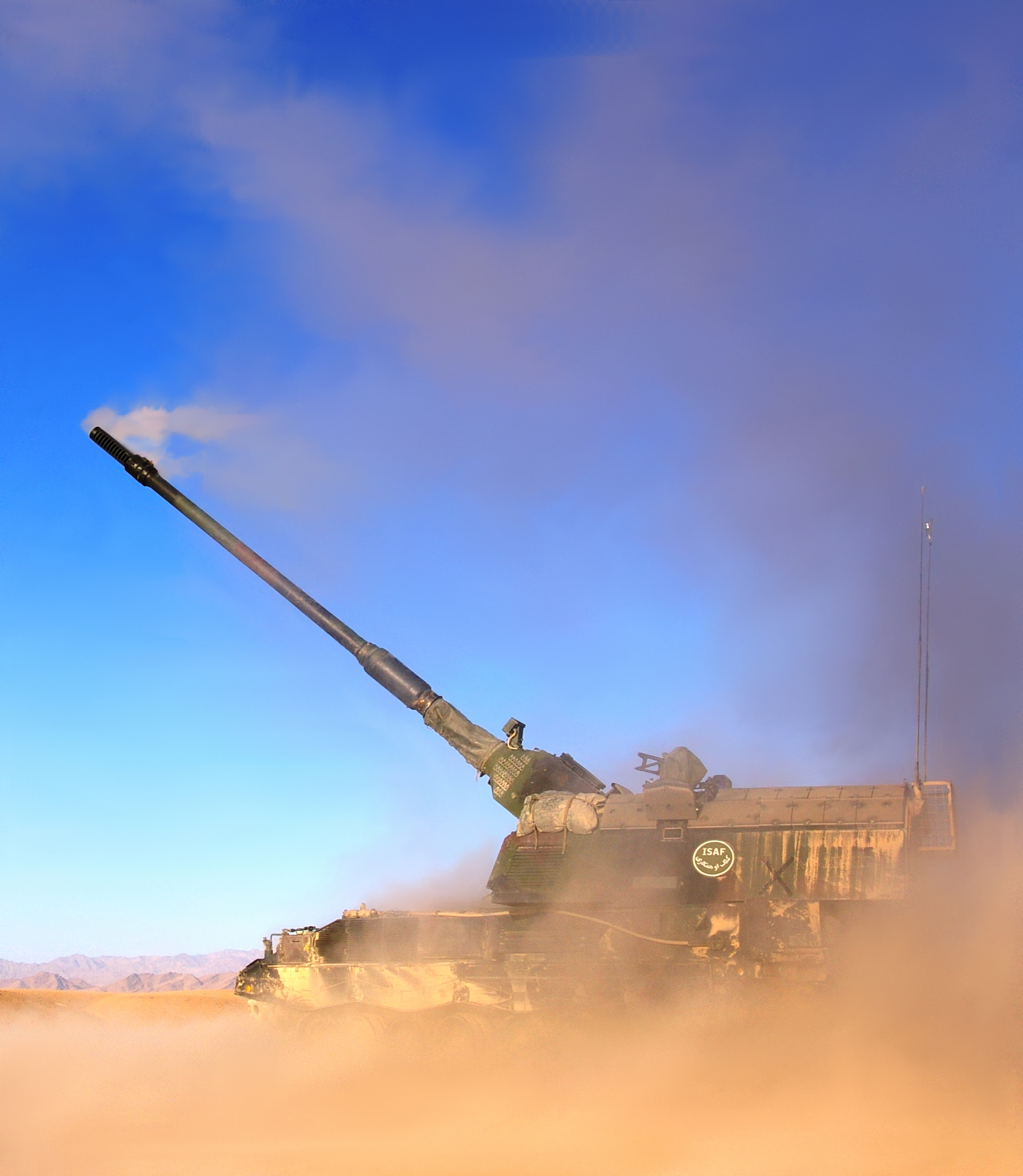
Holland PzH 2000 önjáró tarackágyú Afganisztánban, 2007

Létezik több alternatív csoportosítás is, egyéb jellemzők alapján. Az egyik ilyen a csöves tűzfegyvereknél (nem a rakétáknál) a töltényűr tömítésének a módja, mely megakadályozza, hogy a lőporgázok a hátsó töltőnyíláson távozzanak. Hagyományos, de már alig használt elnevezése a dugasztás. Egy lehetséges megoldás erre a zárt fém hüvely, ami egyben a lőport is tartalmazza. Ezt QF (quickfiring, gyorstüzelés) néven emlegetik. Másik megoldásként a hajítótöltet egyszerű zsákba van töltve, és a töltényűr biztosítja a tömítést. Ezt BL (breech loading) néven is nevezik.
Egy másik osztályozás a helyváltoztatás módja szerinti. Ennek is két fajtája van: vontatott vagy önjáró. A vontatott eszközök a földre telepítve működtethetőek, a személyzet védelmét páncélból készült pajzs látja el. A vontatás egészen a második világháborúig lóval történt, azóta a teljes gépesítés a jellemző. A vontató jármű mérete és teljesítménye a vontatandó löveg tömegétől és a szállított lőszer mennyiségétől függ.
A vontatás egyik változata az, amikor a löveg a járművön van, majd használatkor leszerelik. Tipikusan az aknavetőket szállítják így. Az 1960-as évektől könnyű ágyúkat vagy aknavetőket helikopterek is szállíthatnak, de már korábban is szállítottak tüzérségi eszközöket nagyméretű vitorlázó repülőgépeken.
Az önjáró rendszerek esetében a löveg és az azt hordozó jármű szoros egységet alkot. Az első ilyen eszközök már az első világháborúban megjelentek, de jelentős mértékben csak a második világháborúban fejlődtek. A teljesség igénye nélkül ilyen járművek voltak például az amerikai „pap” becenévvel illetett M7 Priest, a német StuH 42, a Brummbär, a Sturmtiger, a szovjet SZU–122, az ISZU–122, a SZU–152, a ISZU–152, a SZU–100, de a magyar fejlesztésű Zrínyi I/II rohamágyút és -tarackot is említhetjük. Általában lánctalpas járművek, de gumikerekes változatok is léteznek az 1970-es évek óta (például az olasz B1 Centauro 1991-től). Kezdetben páncélzatuk nem volt jelentős, hiszen közvetlen gyalogsági támogató szerepkörben alkalmazták őket, küzdőterük szűkös volt és kisszámú lőszert tudtak bemálházni. A páncélozott változatok (főként a harckocsivadászok) ezzel ellentétben rendszerint „harckocsiszintű” lőszermennyiséget szállítottak. Eleinte a lövegtorony nyitott volt és nem körbeforgatható, viszont az amerikai harckocsivadászok felül nyitott, de körbeforgatható lövegtoronnyal készültek (M10 Wolverine, M18 Hellcat, M36 Jackson), nagy teljesítményű harckocsiágyúkkal felszerelve. A második világháború után épített önjáró lövegekben viszont már szinte kivétel nélkül teljesen zárt a torony és teljesen körbeforgatható (kivételt csak a szovjet, deszantolásra kifejlesztett rohamlövegek képeztek). A legtöbb önjáró löveg stabilizáló lábakat, ún. letalpalásokat igényel a tüzeléshez, napjaink modern eszközeit viszont már úgy tervezték meg, hogy a löveg visszaható erejét a futómű elviselje és azt a talajnak átadja. A korszerű önjáró lövegek lánctalpas futóművel, nagy védettséget nyújtó – rendszerint alumíniumötvözetű – páncélzattal készülnek. Jó terepjáró és manőverező képességű, gyakran úszóképes harcjárművek.
Két másik módja volt még a lövegek mozgatásának, ezeket a 20. század első felében használták: a vasúti mozgatás (vasúti lövegek), illetve a közúti szállítás több részben, majd a felhasználás helyén történő összeszerelés. Mindkét esetben nehéz vagy szupernehéz lövegeket szállítottak így, ezek egészen az 1950-es évekig léteztek. A szupernehéz lövegeket a rakétavető rendszerek és a nagy hatótávolságú ballisztikus rakéták megjelenése tette elavulttá.

## Feladatkörök

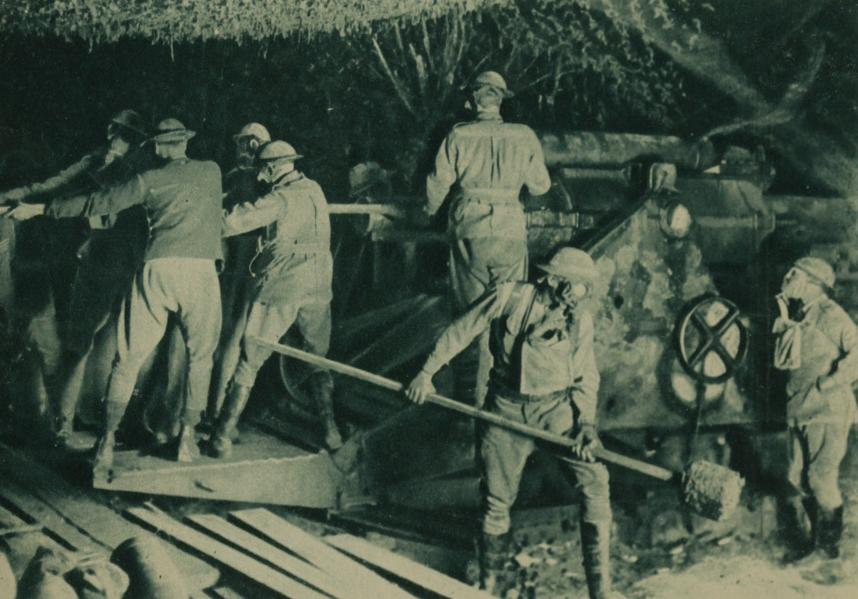
Gázmaszkot viselő ausztrál tüzérek 9,2 hüvelykes tarackot töltenek be az első világháborúban, 1917 szeptemberében

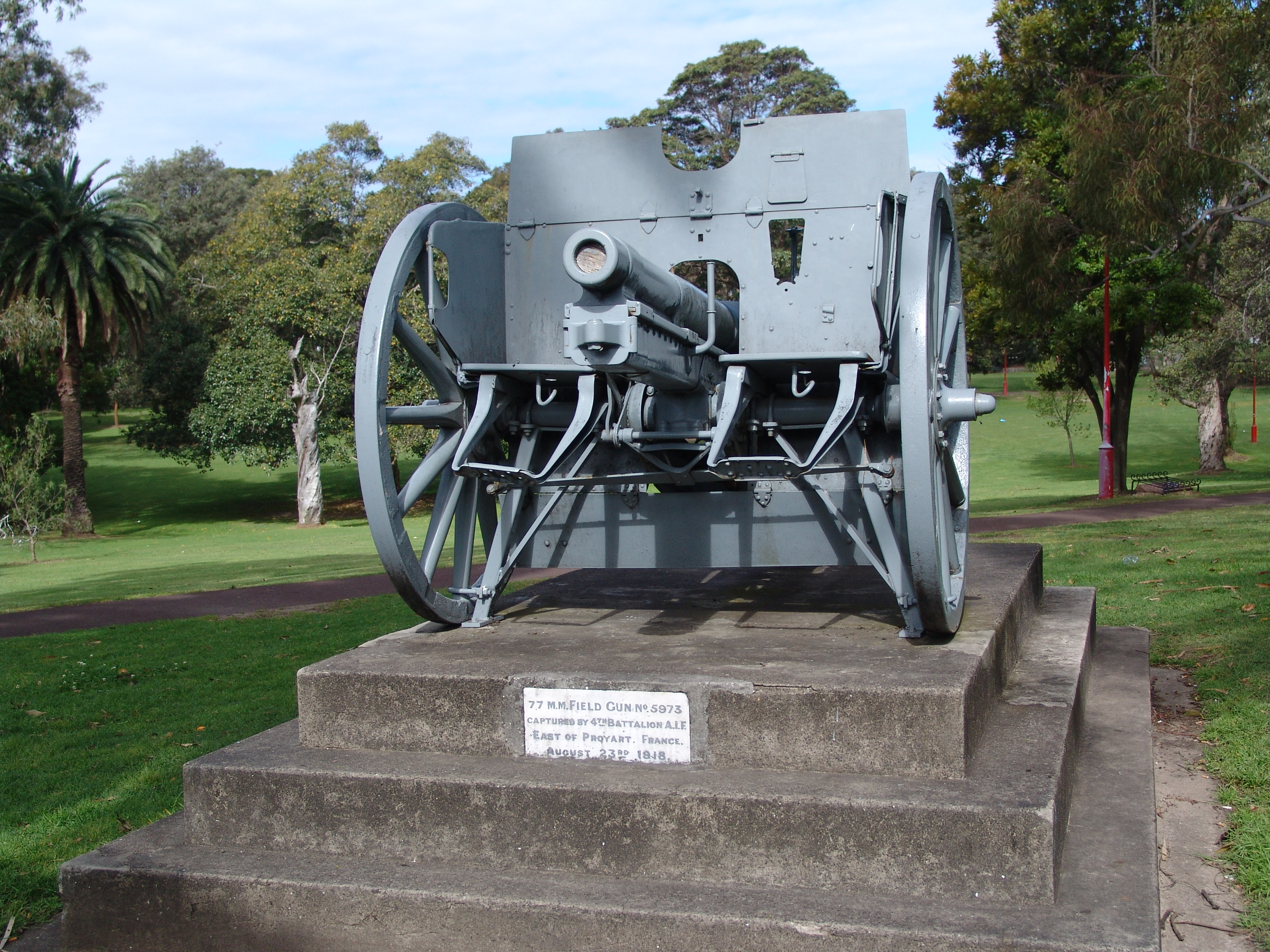
Első világháborús német tábori ágyú

A tüzérség feladatkörök szerint a következő csoportokba sorolható:
- Tábori tüzérség: mozgó lövegek, melyek a harcmezőn közvetlen támogatást nyújtanak a harcoló egységeknek. Több alcsoport létezik:
  - Gyalogsági ágyú: gyalogos egységek közvetlen támogatására használt könnyű ágyúk. Ma már elavultnak számítanak.
  - Hegyi ágyú: könnyű fegyverek, melyek nehéz terepen is mozgathatóak. Ez is elavult, feladatkörüket részben az aknavetők vették át.
  - Gépesített tüzérség: tüzérségi vontató járművel mozgatott fegyverek
  - Önjáró tüzérség: ágyú, tarack, mozsár az azt mozgató járműre szerelve, azzal szorosan integrálva
  - Rakétatüzérség: rakéta meghajtású lövedéket használ
- Hajófedélzeti tüzérség: hajóra szerelt ágyúk, melyek más hajók vagy parti létesítmények ellen használhatóak. A hajófedélzeti tüzérség csúcsát a csatahajók jelentették. A legnagyobb a japán Jamato osztály volt, az osztály egységein 18,1 hüvelyk űrméretű ágyúkat használtak. A haditengerészeti légierő fejlődésével a második világháború idejére elavultak.
- Parti tüzérség: fix telepítésű ágyúk, melyek egy adott parti területet vagy létesítményt védtek. Mivel nem kellett mozgatni, ezért a parti ágyúk igen nagyok lehettek. Ilyen volt például az Atlanti fal.
- Légvédelmi tüzérség: mozgatható, repülőgépek elleni harcra tervezett fegyverek. Speciális kategória, általában kis kaliberű ágyúk, melyek csőtorkolati sebessége igen nagy (részben hasonló okokból, mint a páncéltörő tüzérségnek), csövüket jellemzően 90°-ig tudják emelni. Napjainkban a kategória fegyverei elsősorban kis kaliberű (20–30 milliméteres) gépágyúk.
- Páncéltörő tüzérség: jellemzően közepes kaliberű ágyúk, igen nagy csőtorkolati sebességgel, közvetlen irányzással. A páncéltörő rakéták megjelenésével elvesztették jelentőségüket.

## Szervezeti kategóriák

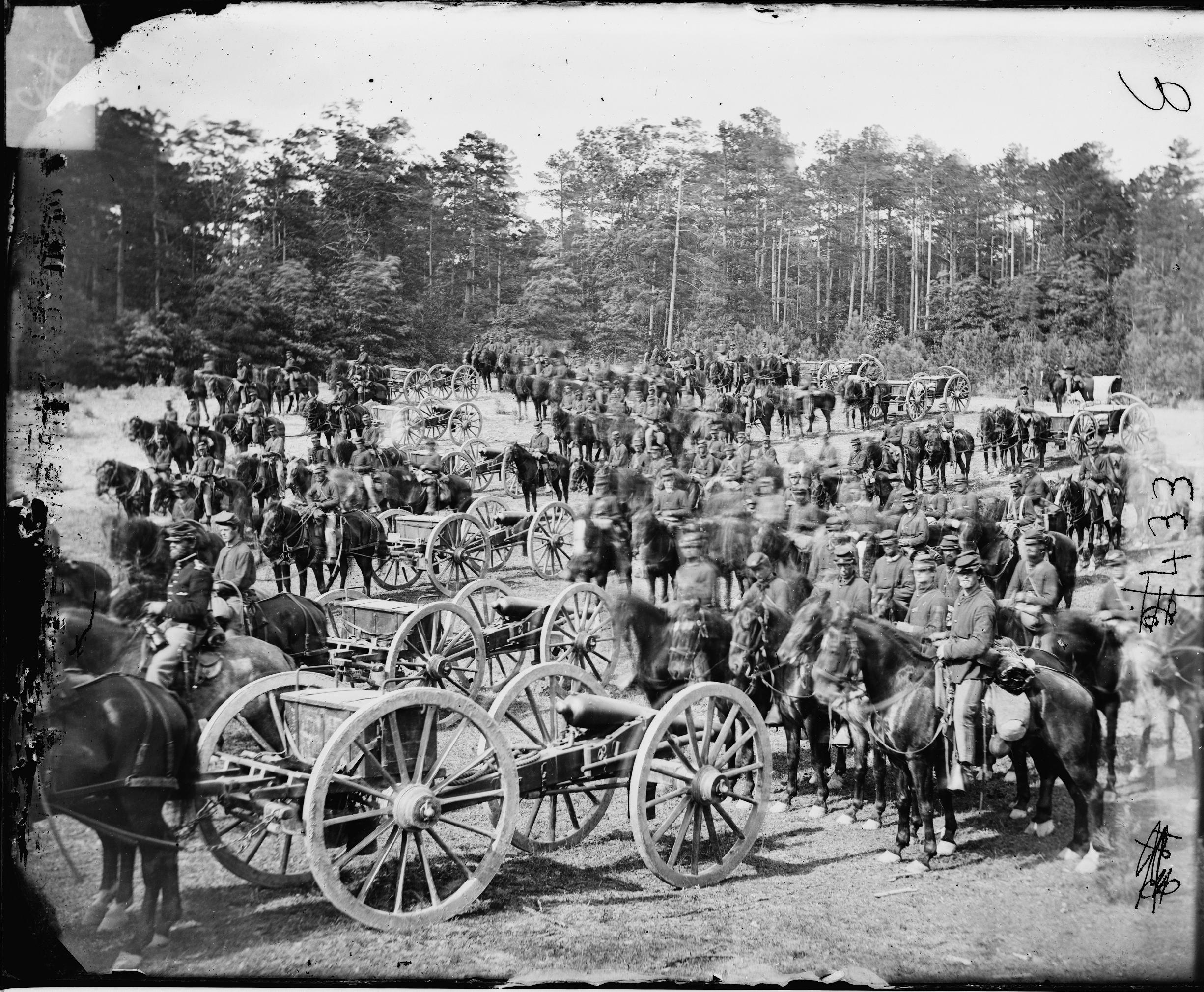
Az amerikai 2. Lovassági Tüzérezred 1862-ben

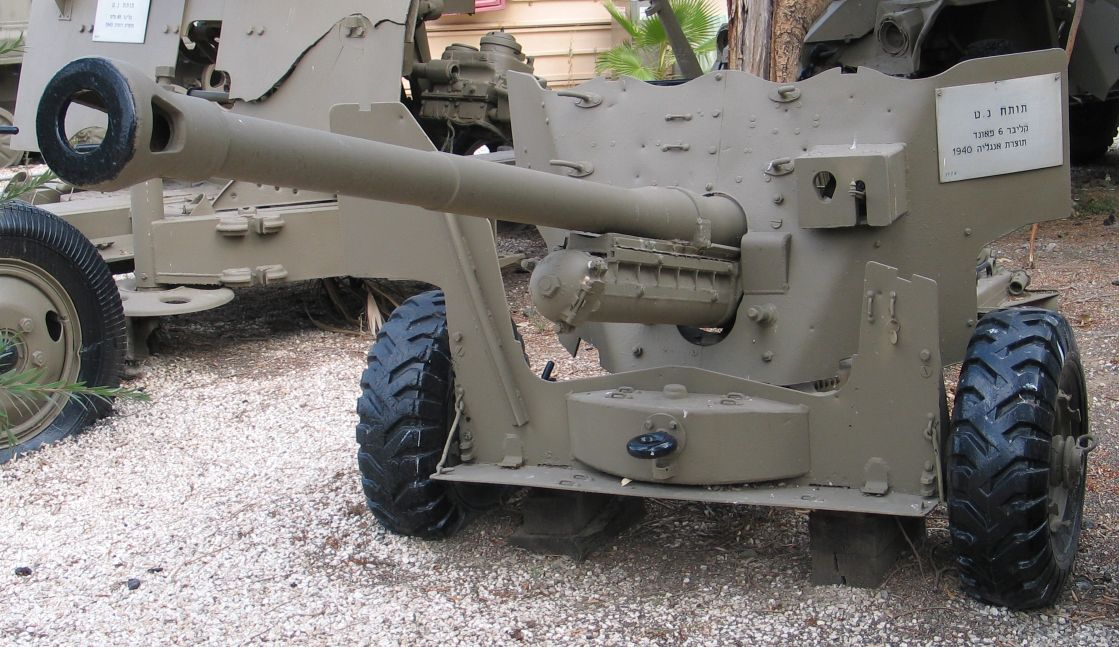
Második világháborús, 6 fontos brit páncéltörő ágyú

A modern tüzérség kialakulásakor – ami a 19. század végén volt – sok hadsereg háromféle tüzérséget ismert, ezeket sokszor még tovább osztották. A szárazföldi és a hajófedélzeti tüzérség pedig egymástól eltérő szervezeti felépítést alkalmazott. A közvetett irányzás megjelenése és fejlődése nagy hatással volt a tüzérség feladatkörére. A gyalogság közvetlen támogatására eleinte kis, könnyű ágyúkat fejlesztettek ki. Rendszerint a gyalogság saját tüzérsége működtette ezeket. A második világháború idején csatlakoztak hozzájuk az önjáró rohamlövegek és más páncélozott eszközök. Végül a harckocsik és más páncélozott járművek, illetve a légierő vették át ezt a feladatot. A főbb szervezeti kategóriák:
- Lovassági tüzérség: feladata a lovasság támogatása volt, a tüzérek is lovon ültek.
- Tábori tüzérség: a szárazföldi hadseregek fő tüzérsége, ágyúkat, tarackokat és mozsarakat használ. A második világháborúban kezdték el használni a föld-föld rakétákat.
- Erődítményi vagy helyőrségi tüzérség: feladata, mint a neve is mutatja, erődök védelme fix telepítésű ágyúkkal. Beletartozik a parti tüzérség is, mely elsősorban parti létesítmények és kikötők védelmét látta el. Előfordult, hogy a parti tüzérség a haditengerészet kötelékébe tartozott.
- Hegyi tüzérség: speciális tüzérségi egységek. Könnyű, részekre szedhető ágyúkat vagy tarackokat használtak, ezeket rendszerint állati vagy emberi erővel szállították. Mára elavult lett.
- Hajófedélzeti tüzérség: hajókra szerelt lövegeket működtet
- Tengerészgyalogság: hajóról partra szálló egységek tüzér alegységei. Ezek a haditengerészet állományába tartoznak. A hajókon csak szállítják a fegyverzetet, a tényleges felhasználás a parton történik.

Az első világháború után ez a szervezeti felépítés sokat változott, bizonyos egységeket összevontak, mások teljesen meg is szűntek. Új feladatkörök is megjelentek, amikhez feladatra szabott ágyúkat fejlesztettek ki. Közös jellemzőjük, hogy közvetlen irányzást alkalmaztak, majd az 1950-es évektől kezdve ezek az egységek áttértek az irányított rakéták alkalmazására:
- Harckocsi-elhárító vagy páncéltörő tüzérség: feladatuk a harckocsik és a páncélozott járművek elleni harc. Tipikusan a tábori tüzérség része, esetleg külön alegység volt egy nagyobb gyalogos egységen belül. De a többi, hagyományos tüzérségi egységnek is feladata volt a harckocsi-elhárítás. A második világháború után ez a feladatkör a gyalogság és a páncélosegységek feladata lett, ma már nem számít tüzérségi feladatnak.
- Légvédelmi tüzérség: a tüzérség része volt, de a tényleges megvalósítás hadseregenként eltért. A honi légvédelem gyakran fix telepítésű lövegeket használt. A légvédelmi ágyúk bizonyos fajtái harckocsik vagy élőerők ellen is eredményesen használhatóak voltak, híres példa erre a német FlaK 88, 88 mm-es légvédelmi ágyú.

## A tüzérségi lőszer

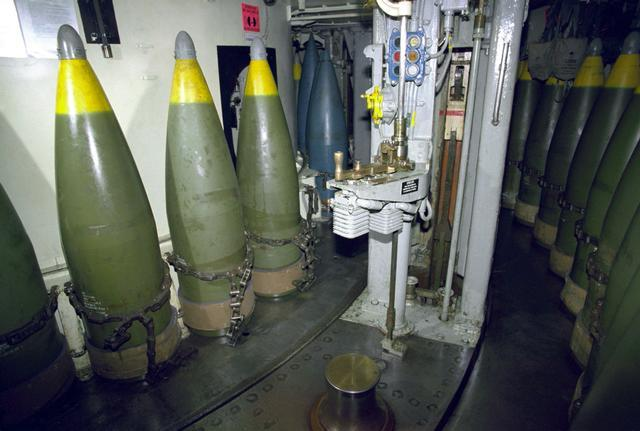
Az amerikai Iowa osztályú csatahajók 16 hüvelykes fő ágyúinak lövedékei, a fejgyújtók helyein szürke védősüvegek

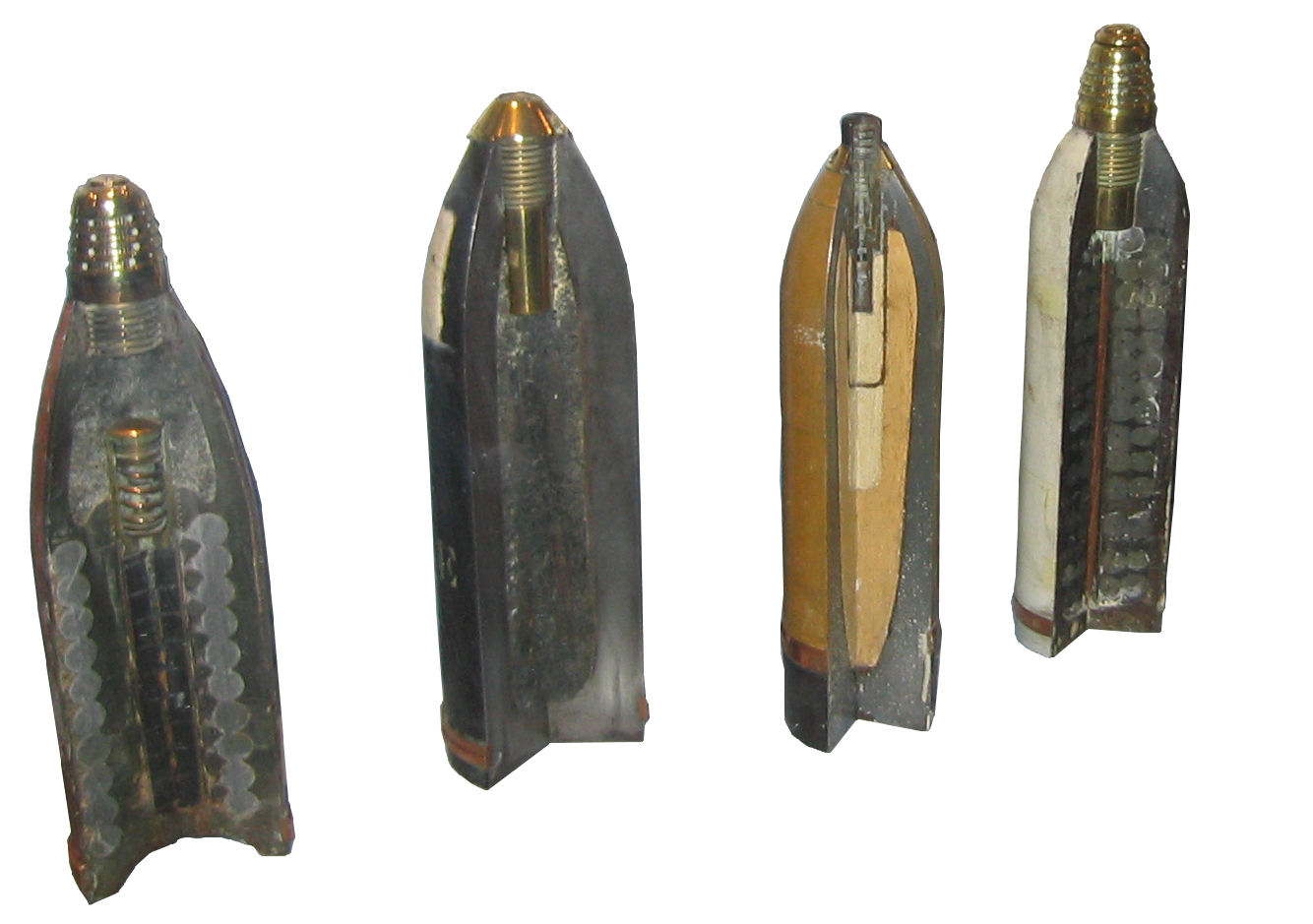
Első világháborús lövedékek. Balról jobbra: 90 mm-es repeszgránát, 120 mm-es gyújtógránát, 75 mm-es nagy rombolóerejű (HE) gránát, 75 mm-es repeszgránát

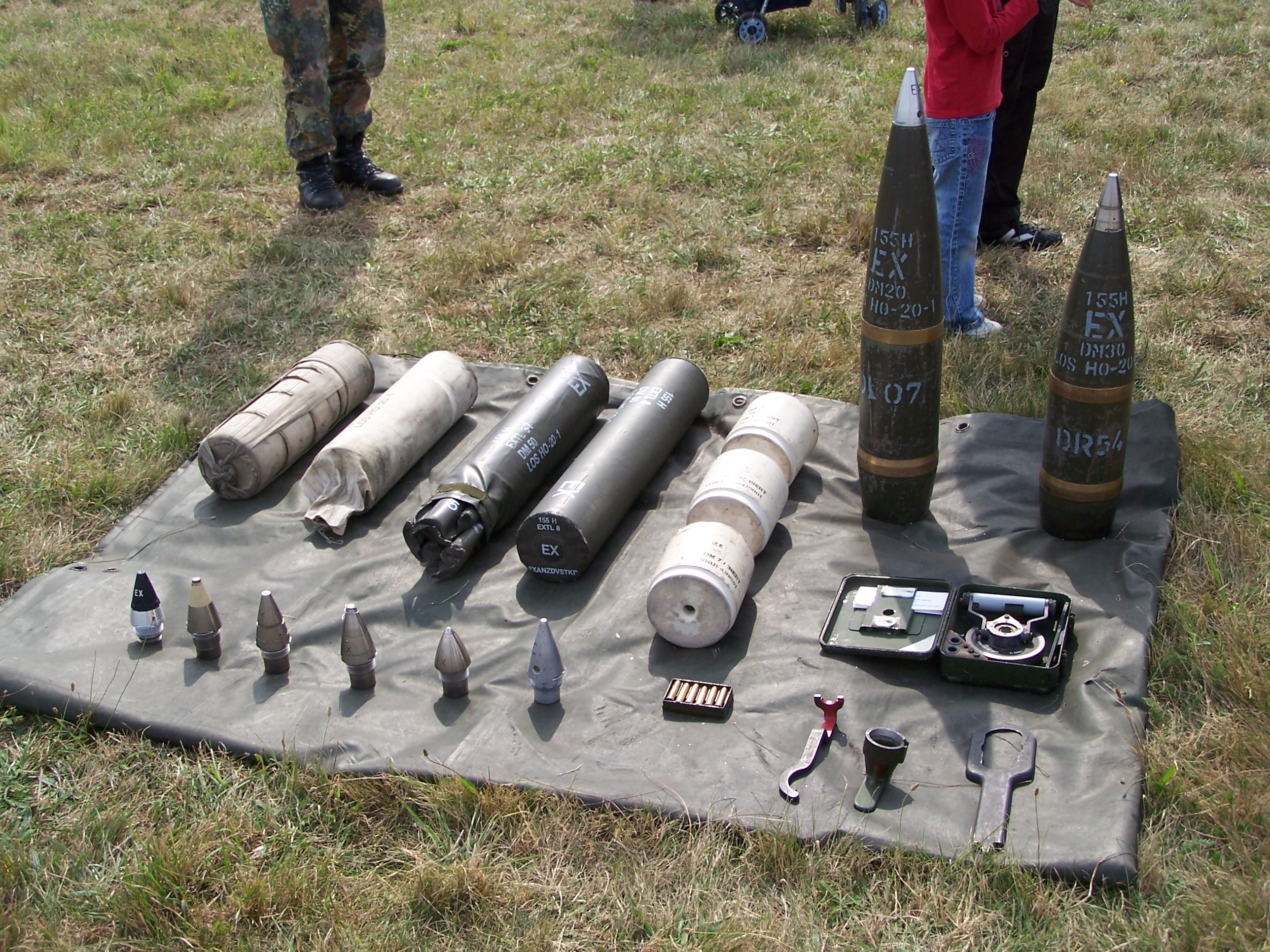
Modern lőszerkészlet PzH 2000 tarackágyúhoz. Jól megfigyelhetőek a lőszer részei: a lövedék, hajítótöltet, gyújtó

A tüzérségi lőszerek több részből tevődnek össze:
- Gyújtószerkezet: berobbantja a lövedékbe töltött robbanóanyagot
- Lövedék: eljuttatja a töltetet a célhoz. Tartalmazhat például robbanóanyagot, röpcédulát vagy vegyi anyagokat.
- Hajítótöltet és a hüvely: begyújtásakor a keletkező gázok a lövedéket kirepítik a csőből. Rakétás rendszer esetén folyamatos meghajtást biztosít.
- Csappantyú: a hajítótöltetet gyújtja be

Fizikai kialakítás alapján lehetnek egyesített vagy osztott kivitelűek. Az egyesített töltény az összes elemet egy egységbe szerelve tartalmazza. A kisebb kaliberű ágyúk töltényei ilyenek, de más esetekben is használatos, például ha kevés a löveg körül a rendelkezésre álló hely (harckocsik lövegtornyai). Kezelésük egyszerű és kis kaliber esetén a tömegük még nem túl nagy. Az osztott kivitel nagy kaliber esetén használatos, leginkább azért, mert az egyesített lőszer tömege túlságosan nagy lenne. A gyújtó és a lövedék egy egységet alkot, míg a hajítótöltet önálló egység. A hajítótöltet mennyisége igény szerint változtatható, ugyanazzal az állásszöggel eltérő lőtávolságok adódnak. A két megoldás teljesen más závárzatot és töltényűrt igényel.
Felhasználás szerint négy osztályuk van:
- Éles: éles lőszer, amely háborúban vagy éles lövészeten használatos
- Gyakorló: nincs töltet benne, de a tömege megegyezik az éles lövedékével, ezért utánozza annak ballisztikai jellemzőit. Kiképzésre használatos. Gyakran füstöt fejleszt a becsapódás után, így könnyebb bemérni, hová csapódott be.
- Makett: hatástalanított harci rész, a csappantyú és a meghajtó töltet hiánya jellemzi. Kiképzésre, bemutató célokra használják.
- Vak: működő csappantyúja van, kevés meghajtótöltet (jellemzően fekete lőpor) van benne, a töltet és a gyújtó hiányzik. Kiképzésre, demonstrációkon és ünnepségeken használatos.

### Gyújtószerkezet

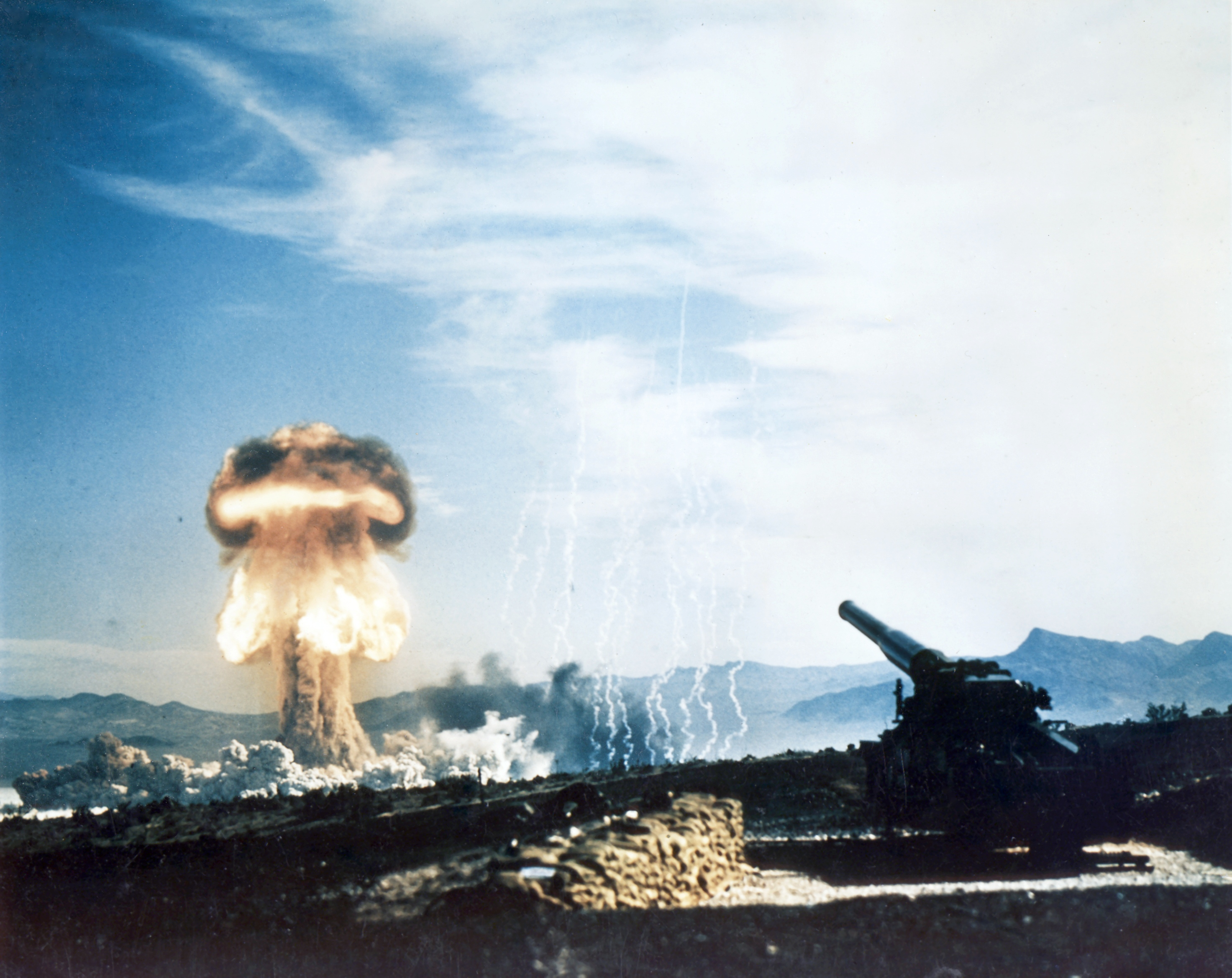
Nukleáris tüzérségi lövedék tesztje 1953-ban a nevadai sivatagban. A robbanás ereje a hirosimai atombomba hatásával volt egyenértékű.

A gyújtószerkezet feladata a robbanó- vagy egyéb töltet aktiválása. Két fő típusa van: csapódó vagy levegőben aktivizálható. A csapódógyújtó a földre csapódáskor robbantja a lövedéket. A második esetben időzítőt vagy közelségi érzékelőt alkalmaznak. A kettő kombinációjából álló megvalósítás, az ún. kettős gyújtó is létezik, ilyeneket használnak nagy rombolóerejű (angolul High Explosive, HE) lövedékekben. Az elektronikus közelségi gyújtók megjelenéséig a levegőben aktivizálódó gyújtókat srapnel lövedékeknél ill. világító vagy füstgránátoknál alkalmazták. A levegőben történő aktiválás esetén a lövedék sokkal pusztítóbb hatású, mint a csapódógyújtós megoldásnál, még földi célok ellen is. A nagy kaliberű légvédelmi lövedékek szinte mindig levegőben aktivizálódó gyújtóval rendelkeztek. A gyújtókat szerelhetik a lövedék orrába (fejgyújtó) vagy a lövedék talpába (fenékgyújtó). Napjaink lövedékeinek a többsége fejgyújtóval rendelkezik. A fenékgyújtó a páncéltörő és harckocsielhárító lövedékekben, valamint késleltetett gyújtásnál használatos. Késleltetett gyújtó használatos akkor, amikor a lövedéket a földbe csapódás után kell robbantani. Ez a módszer a földi bunkerek ellen hatékony, mert elegendő mennyiségű robbanóanyag esetén kisebb földrengést kelt. A földrengés a vasbeton bunkereket is beomlaszthatja.
A korai időzíthető gyújtókban égőgyújtókat, és különféle mechanikus (például Thiel-féle óraműves, Jughans-féle centrifugális fogaskerekes, Dixi-féle centrifugális gömbös) időzítőket alkalmaztak, egészen a 20. század második feléig. Ezek az óraműves időzítők különösen bonyolultak voltak. Az 1990-es években váltották fel ezeket az elektronikus elven működő gyújtók.
A közelségi gyújtóknak is két fő típusa van: fotoelektromos és oszcillátoros. Az első megoldás nem volt sikeres, csak a britek használták légelhárító rakétákban a második világháború során. Az oszcillátoros konstrukció már sokkal sikeresebb lett; szintén a második világháborúban tűnt fel légelhárító szerepkörben, de földi lövedékekben csak sokkal később kezdték el használni. Az első földi alkalmazás során a gyújtó a célpont felett 9 méter magasan aktiválódott, ily módon a lövedék nagyobb pusztítást vitt végbe, mintha a földön robbant volna. Ilyenkor ugyanis sokkal nagyobb területen szóródnak szét a repeszdarabok. Használata során gyakori volt az idő előtti működés, amit főként az esőfelhők által okozott nagy nedvességtartalom eredményezett. Emiatt vezették be a második világháború után a kombinált gyújtót, ami kezdetben mechanikus működésű, majd a várható becsapódás előtt 5 másodperccel átvált oszcillátoros vezérlésre. A modern gyújtóknál a robbantási magasság már választható, de extrémebb körülmények okozta problémák kezelésére is alkalmasak.
A közelségi gyújtókat 1944 decemberében a második világháború európai frontján használták először. Az Amerikai Tüzérség Karácsonyi ajándéka néven váltak ismertté. Az Ardenneki offenzíva során eredményesen alkalmazták, főleg német élőerők ellen. Légvédelmi lövedékekben is hatékonyak voltak, különösen a Kamikaze és a V-1 támadások idején.
Az elektronikus működésű közelségi gyújtók bevezetése nagy előrelépést jelentett mechanikus társaikhoz képest. Előtte a lövedék repülési idejét és a célpont tengerszint feletti magasságát nagyon pontosan meg kellett határozni, különben a lövedék vagy a talajba csapódott vagy túl magasan robbant.

### Lövedék

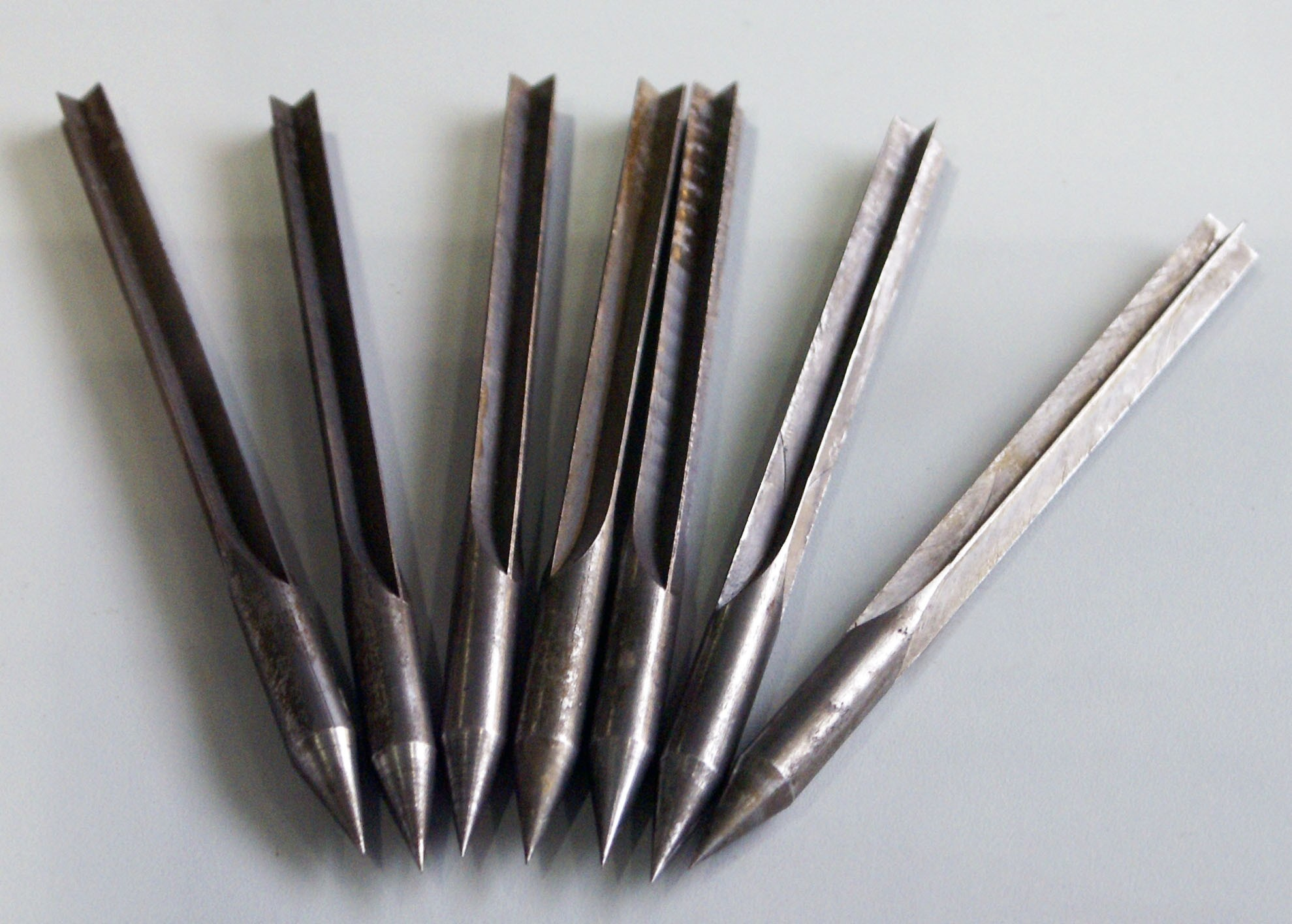
Első világháborús nyíllövedékek

Harckocsiágyúkhoz rendszeresített űrméret alatti szárnystabilizált nyíllövedék

A lövedék töltet része a tulajdonképpeni hasznos teher, ez lehet robbanó vagy nem-robbanó, attól függően, hogy a hadműveleti célok mit követelnek meg. A lövedékek három fajtája létezik: robbanó, fejtöltet, fenéktöltet. A legmodernebb a fenéktöltet, amit az első világháborúban vezettek be. A fej- és a fenéktöltet szinte mindig levegőben robbantó gyújtóval van ellátva. A robbanótöltet ellenben sokféle gyújtóval használatos, mindig azt alkalmazzák, amit az aktuális taktikai helyzet megkíván.
Lehetséges töltetek:
- Robbanó: nagy rombolóerejű, fehérfoszfor, színes megjelölő, nukleáris, biológiai, vegyi, nagy rombolóerejű harckocsi-elhárító, golyós kartács
- Fenéktöltet: kettős célú hagyományos robbanótöltet, szétszóródó aknák, világító, színes jelzőfény, füst, gyújtó, propaganda, radar-visszaverő fólia, különféle modern keverékek
- Fejtöltet: srapnel, nyíl, csillag, golyó, gyújtó

Külön probléma a lövedék röppályájának a stabilizálása, amire több módszer használatos:
- Huzagolás: hagyományos mód, a lövedéket a pörgettyűhatás stabilizálja.
- Sima csövű ágyú, szárnystabilizált lövedék: a modern tüzérség csak az aknavetőkben alkalmaz sima, huzagolatlan csövet, az aknagránát pedig szárnyakat használ, hogy stabil maradjon repülés közben. Azonban egyes modern harckocsikban (T–72, M1 Abrams, Leopard 2) feltűntek a szárnystabilizált lövedékek és velük a simacsövű ágyúk.[11] A huzagolt lövegekkel szembeni fő előnyük, hogy a cső tömege sokkal kisebb, de a lőtávolsága nagyobb, mert kevesebb energia és lőporgáz megy veszendőbe, míg a lövedék a csőben mozog.

- Huzagolt, szárnystabilizált lövedék: A kettő kombinációja. A cső huzagolt, de a lövedéknek kinyitható szárnyai vannak a jobb stabilizáció ,[12] irányítás [13] vagy siklás érdekében.[14]

### Hajítótöltet

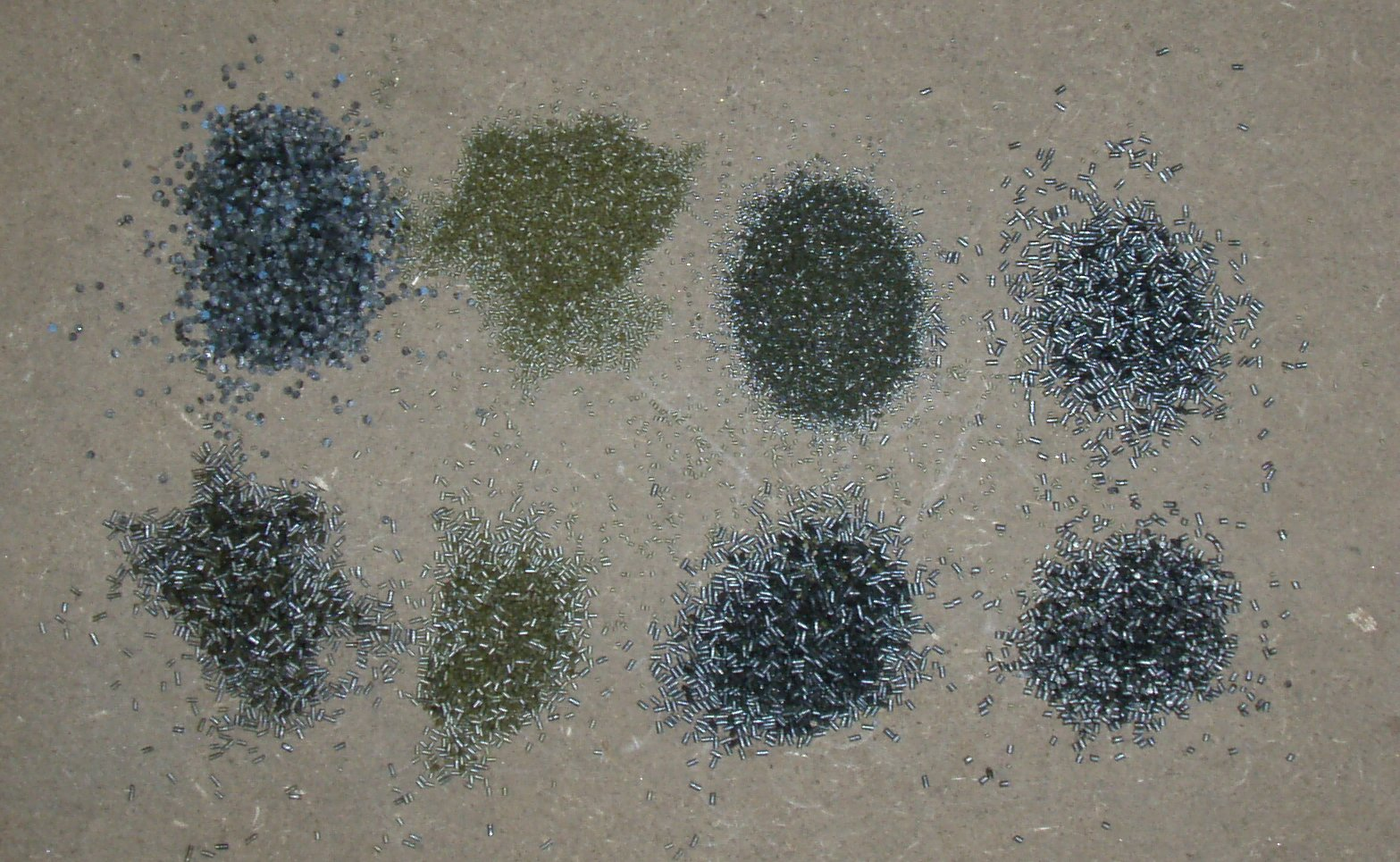
Lőgyapot bázisú füstmentes lőporok

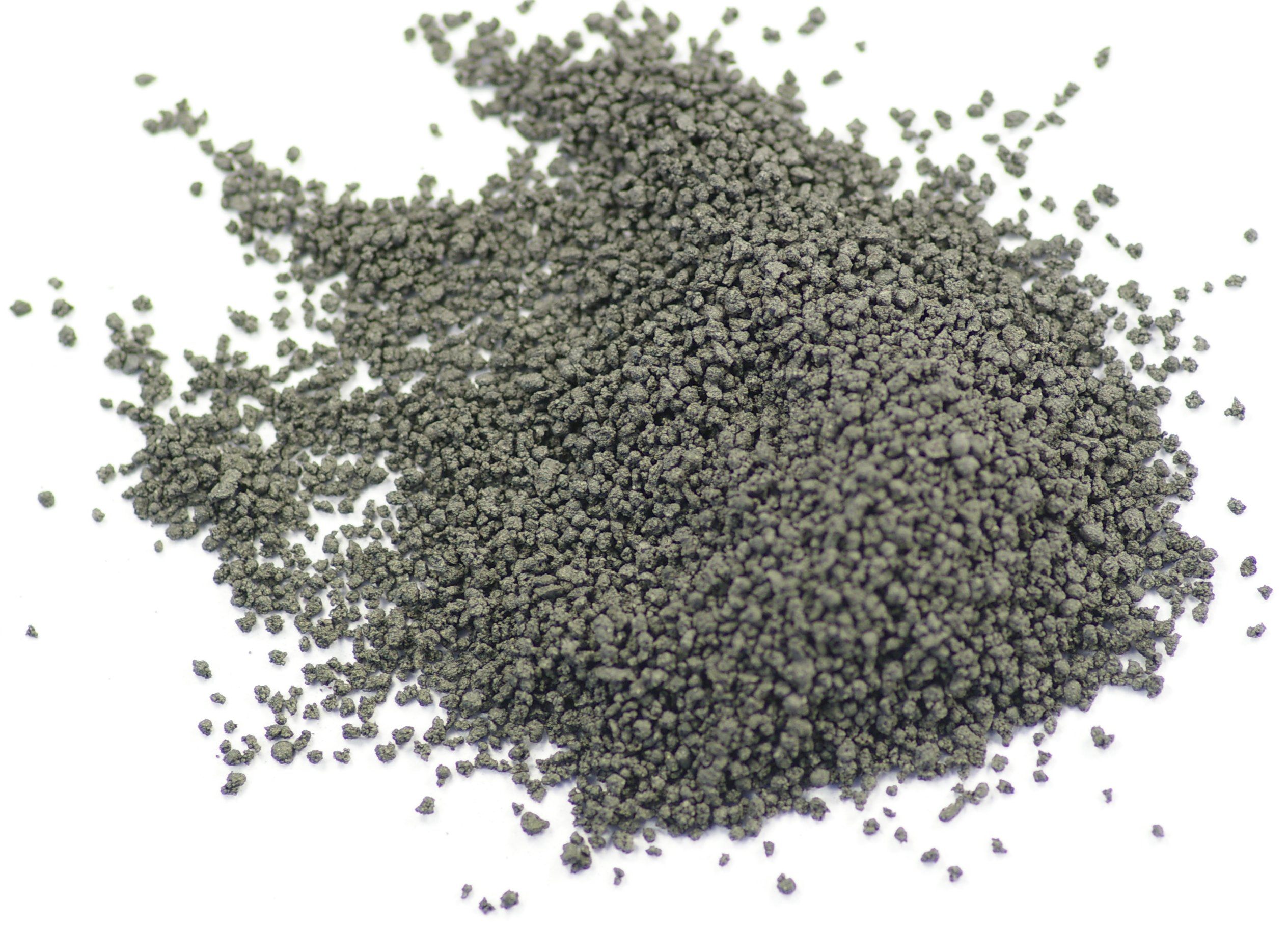
Modern fekete lőpor

Minden tüzérségi lövedék meghajtást igényel, hogy a céljához eljusson. A meghajtást biztosító anyag a hajítótöltet. A hajítótöltet mindig valamilyen lassan égő anyag, ami azt jelenti, hogy begyújtásakor hevesen ég, de nem robban. Ez a heves égés gázokat fejleszt, mely gázok táguláskor erőt fejtenek ki a lövedékre és rövid úton nagy sebességre gyorsítják fel. Az égés teljes folyamata zárt térben történik, ami lehet a löveg csöve vagy a rakétahajtómű égéskamrája.
A 19. század végéig erre a célra egyedül a fekete lőport használták. Sok hátránya volt: viszonylag kis tolóerőt biztosított, nagy mennyiségre volt belőle szükség egy lövedék kilövéséhez, begyújtásakor nagy fehér füstfelhő képződött, ami megnehezítette a célzást, és elárulta a tüzérség helyzetét. Azért használták mégis, mert mást nem ismertek. 1846-ban találták fel a nitrocellulózt (lőgyapot néven is ismert) és a nitroglicerint. A lőgyapot lényegesen jobb volt, mint a fekete lőpor és égésekor gyér füstű gáz keletkezett. Azonban hátrányai is voltak: instabil volt, túl gyorsan és forrón égett, ami miatt a lövegcsövek elhasználódása gyorsabb lett. A következő évtizedekben sokat kísérleteztek, aminek a fő célja az volt, hogy olyan lőport állítsanak elő, aminek a karakterisztikája tüzérségi célokra a legjobb: alacsony hőmérsékleten ég, füstmentes, nagy tolóerőt fejt ki, stabil, olcsó, és könnyű nagy mennyiségben gyártani. Az ezeknek a követelményeknek megfelelő lőporok széles körű elterjedésére egészen a két- vagy hárombázisú lőporok feltalálásáig kellett várni. Ezekben alapvetően az előző két komponenst kombinálták, így állt elő a stabil, nagy erejű, teljesen füstmentes lőpor.
A modern, több bázisú lőporok további nagy előnye, hogy gyártásuk során előre meghatározott formába önthetőek, így az égés a fegyvercsőben előre tervezhető.
A modern hajítótölteteket három osztályba lehet sorolni:
- egybázisú anyagok, melyek főként vagy teljesen nitrocellulóz alapúak,
- kétbázisú anyagok, a nitrocellulóz és a nitroglicerin kombinációja (robbanózselatin)
- hárombázisú anyagok, az előző két komponens mellett nitroguanidint is tartalmaznak

A tüzérségi lőszereket a fegyvercső elhagyása után is lehet még tovább gyorsítani a következő módokon:
- rakétapóthajtás (RAP, Rocket Assisted Projectile): a lövedék talpára egy kis rakétamotor van szerelve, ez biztosít további meghajtást
- torlósugár-hajtómű, hasonló az előzőhöz, de rakétahajtómű helyett torlósugár-hajtóművet alkalmaznak
- pirotechnikai töltet, ami a lövedék talpán ég el és a lövedék mögötti kis nyomású légtérbe juttat gázokat, ezzel csökkentve a lövedék légellenállását, megtartva annak pontosságát (ellentétben a rakétapóthajtással)

## Hadműveleti alkalmazási lehetőségek

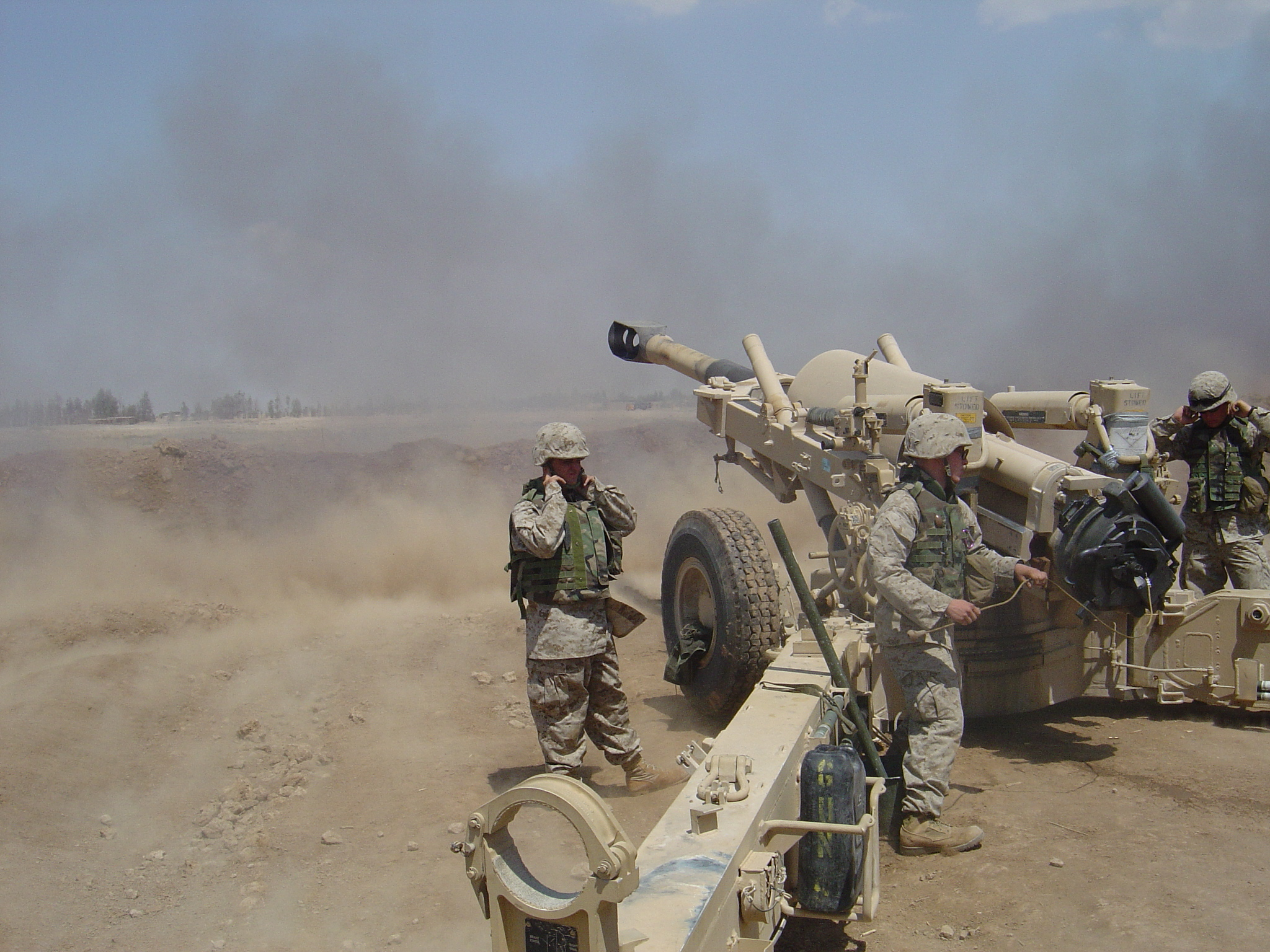
Amerikai tengerészgyalogos tüzérek ellenséges célt támadnak Irakban

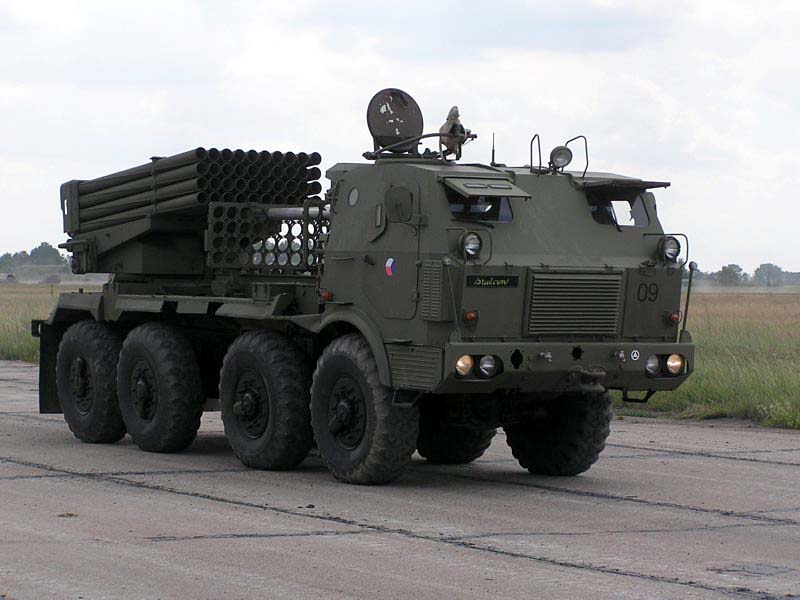
Cseh RM-70 rakétavető rendszer

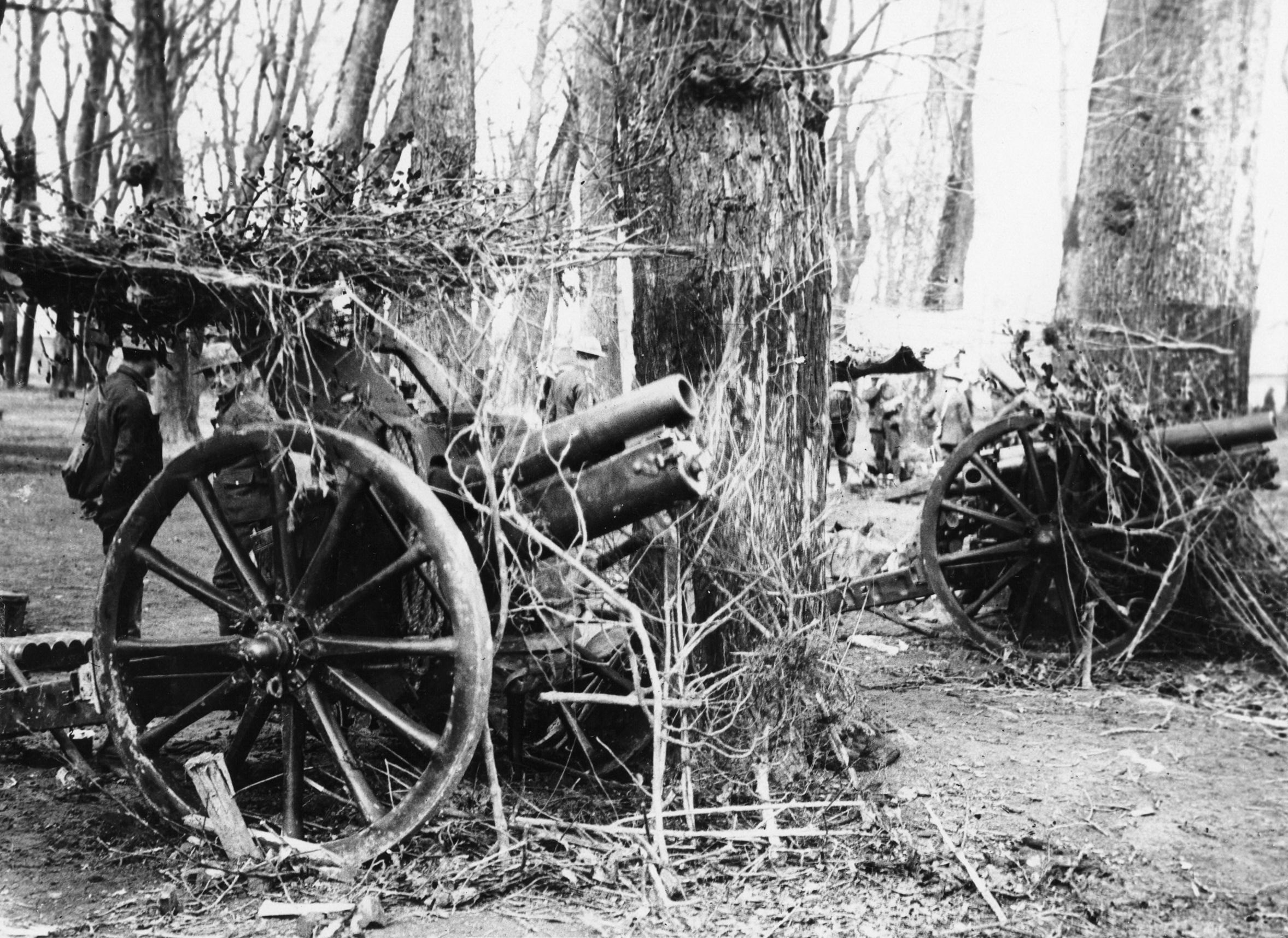
Álcázott, 4,5 hüvelykes löveg az első világháború nyugati frontján, 1917-ben

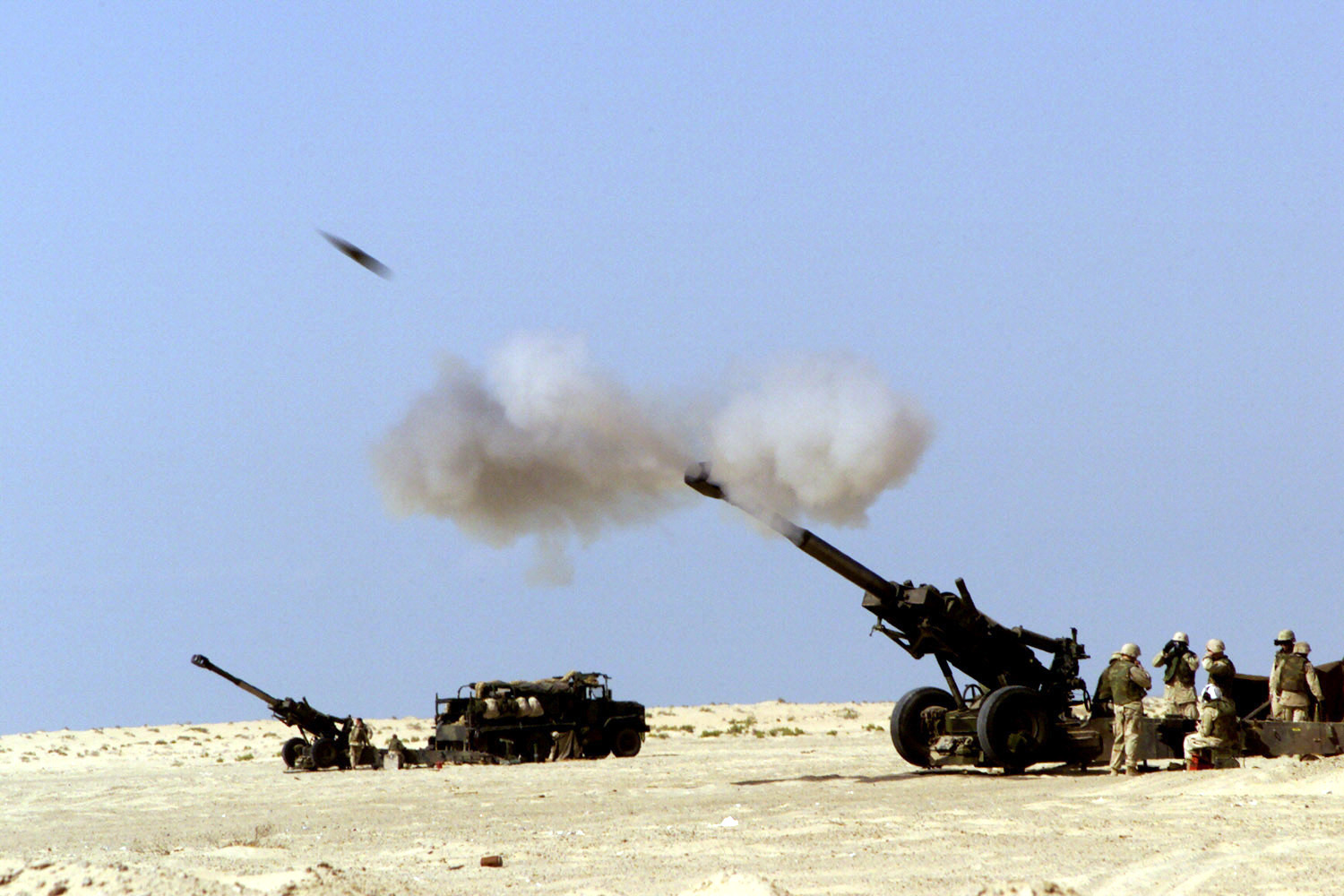
Az amerikai 11. tengerészgyalogos ezred egyik M198 típusú ágyútarackja 155 mm-es lövedéket lő ki

A különféle hadműveletekben a tüzérség többféle feladatkörben is bevethető, függően annak fajtájától és kaliberétől. Az általános feladat mindig „tűztámogatás biztosítása, a baráti erőkkel koordinálva, az ellenség elnyomása vagy semlegesítése céljából”. Ez a NATO definíció, mely alapján a tüzérség segéderőnek tekinthető, bár nem minden tagállam hadserege ért ezzel teljesen egyet. A közvetlen tűztámogatás magába foglalja a tüzérségi felderítők és az összekötő biztosítását is.
A rakétáktól eltérően a tábori ágyúk, tarackok vagy az aknavetők képesek úgynevezett közvetlen tűztámogatás biztosítására. Ilyenkor olyan ellenséget támadnak, mely a baráti erőkhöz nagyon közel helyezkedik el, és nem koordináták alapján, hanem közvetlenül, optikai úton irányzótávcsövekkel célozva támadják. Mind a tüzérség, mind a rakéták képesek mélységi tűzcsapásra, bár az aknavetők lőtávolsága ehhez a feladathoz nem mindig elegendő, ezért ezeket ilyen feladatkörben általában nem vetik be. Rendszerint rakétatüzérséget alkalmaznak erre, de léteznek nagy űrméretű önjáró aknavetők is (például a 240 mm-es orosz 2SZ4 Tyulipan).
A modern aknavetők kis tömegük, méretük miatt sok hadseregben a gyalogsági erők közvetlen részét képezik (raj- és szakaszszinten), bár ez még a NATO-n belül sem egységes. Mivel ilyenkor nem kell koncentrálni a tűzerejüket, ezért a kis lőtávolságuk sem hátrány. A tüzérségi erők rendszerint egy adott hadművelethez vannak kiválasztva, és alárendeltek a hadműveletet végrehajtó nagyobb egységnek. Egy tüzérosztály tipikusan egy dandár alá van rendelve, mégpedig úgy, hogy az ütegek a dandár zászlóaljaihoz vannak kiosztva.

### Tűztámogatás
A tűztámogatás széles körű tűztevékenység, mely tüzérségi és légi támogatást foglal magába. Célja az ellenség eszközeinek és objektumainak a semlegesítése vagy elpusztítása, valamint a baráti erők harcának támogatása. Több alkalmazás képzelhető el. Az első szempont, hogy a tűztámogatás egy váratlanul felbukkanó ellenségre irányul vagy előre tervezett helyre. Ha a második esetről van szó, akkor az lehet előre megállapított időpontban vagy a pillanatnyi körülményeknek megfelelően kiadott parancs alapján. Az előre tervezett tűztámogatás egy nagyobb hadművelet része is lehet (például figyelemelterelés céljából). A tűzvezetés lehet felderítési adatokon alapuló vagy általános. Általános esetben az előre jósolt tűzcsapást alkalmazzák.
A NATO-doktrína többféle tűztámogatást különböztet meg:
- Tüzérség elleni tűz: az ellenséges tüzérség semlegesítése céljából.
- Ellentámadást előkészítő tűz: intenzív tűzcsapás, ellentámadást készít elő.
- Zárótűz: baráti csapatok fedezése, ha az ellenséges gyalogság túl közel van hozzájuk.
- Védekező tűz: védekező gyalogsági egységek támogatása céljából.
- Merev zárótűz: összefüggő tűzfüggöny, akkor lövik, ha az ellenség egy kijelölt védelmi vonalat támad és azon át akar törni.
- Zaklatás: az ellenséges csapatok zavarása céljából.
- Előkészítő tűz: támadás előtti előkészítés, az ellenség gyengítése céljából.
- Fedező tűzösszpontosítás: egy adott terület vagy pont elleni tűz, megakadályozandó, hogy az ellenség azt elfoglalja és használja.

Ezek a kategóriák a 20. században alakultak ki és fejlődtek tovább. Ma is folytatódik ez a fejlődés, új kategóriák jelentek meg:
- Mélységi támogató tűz: olyan pontokat támad, melyek a baráti csapatokat közvetlenül nem veszélyeztetik (utánpótlás, raktárak, ellenséges parancsnokság).
- Közvetlen támogató tűz: a baráti csapatokat közvetlenül támadó ellenséges erők elleni tűz.
- Semlegesítő tűz: az ellenséges cél ideiglenes hatástalanítása.
- Elnyomó tűz: a célpont hatékonyságának csökkentése céljából. Rendszerint csak addig eredményes, míg a tűzcsapás tart.

A taktikai célok határozzák meg, hogy milyen tüzérségi eszközöket mekkora számban és milyen muníció felhasználásával vessenek be. Nem mindegy tehát, hogy egy célt milyen okból támadnak: meg akarják semmisíteni vagy csak távol tartani egy adott területtől.
A taktikai célzás (angolul Targeting) az a folyamat, amelyben a taktikai megfontolások alapján a parancsnokság döntést hoz a támadás céljáról, a saját erők vagy a harcban részt nem vevők (civilek) által felvállalható kockázat mértékéről, a felhasználandó lőszer mennyiségéről – különös tekintettel a gyújtó beállításokra -, a támadás időpontjáról és időtartamáról, a tüzelési módszerről és végül a támadást végrehajtó eszközök számáról és összetételéről. Ez a folyamat a taktikai tűzvezetés kulcseleme. Az aktuális körülményektől függően egy helyen kerülhet minden eldöntésre, de akár több ember együttes munkája is szükséges lehet. Azokban a hadseregekben, ahol a tűzvezetés a frontvonalon történik, az összes döntést a tüzérségi tűzkoordinátor hozza meg. Különösen igaz ez akkor, ha a cél mérete kicsi és csak egy vagy néhány löveg szükséges a harchoz. A meglepetés nagyon fontos elem lehet.
Már a második világháború során is foglalkoztak a kockázat kérdésével. A brit hadsereg tett közzé jelentést arról, hogy mekkora a találat valószínűsége a gyalogosok számára egyes testhelyzetekben:
- álló ember: 1,
- fekvő ember: 1/3,
- katona a lövészárokban: 1/25-1/50,
- katona a lövészárokban lekuporodva: 1/25-1/100.

Ezek a számok csapódógyújtó alkalmazása esetén igazak, levegőben aktivizálódó gyújtó esetén a kockázat sokkal nagyobb. A felmérés azt is megállapította, hogy a legtöbb találat a támadás első 10-15 másodpercében következik be, tehát ez a kritikus időtartam, ennyi időre van szükség, hogy a támadott cél reagálni és intézkedni tudjon. Fontos ennek a kritikus időszaknak a minél jobb kihasználása:
- a lövegek tűzerejének nagyarányú növelése, minél több löveg egyidejű alkalmazásával,
- a maximális tűzgyorsaság kihasználása. Sok kis kaliberű löveg képes 3-4 lövést leadni 10-15 másodpercen belül. Nagy kaliberű lövegek csak az 1970-es évektől képesek erre. Ez az oka annak, hogy a lövegek műszaki jellemzőiben a maximális tűzgyorsaságot az első 10 másodpercre is megadják. Egyre inkább követelmény, hogy egy löveg az első 10 másodpercben 3 lövést tudjon leadni.
- MRSI képességek,[19] vagyis több lövedék csapódjon be egyszerre. A német PzH 2000 típus esetén az ilyen módban kilőtt lövedékek közül 1 másodpercen belül 5 lövedék csapódik be.
- röppálya-idő figyelése (angolul time on target): a lövegek addig lőnek, amíg az első lövedék el nem éri célját, utána leállnak. Ilyenkor csak az első egy-két becsapódás eredményes, a többi kevésbé. Az előző kettővel együtt is alkalmazható.

### A tüzérség elleni harc

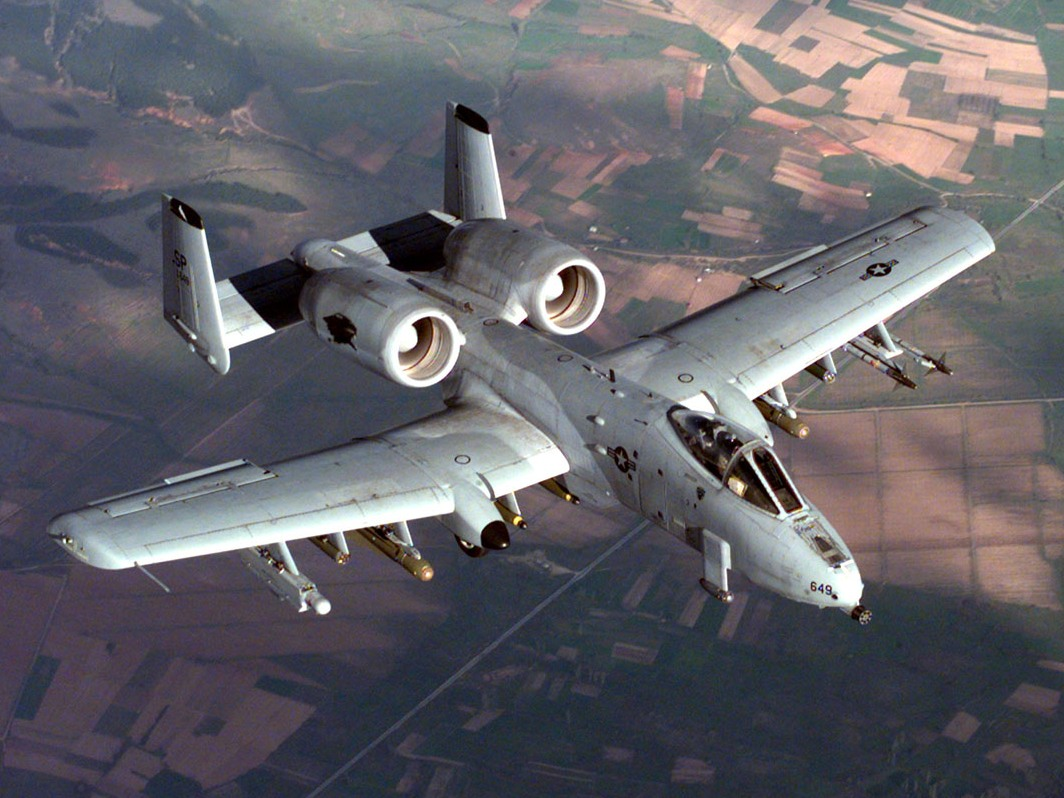
Az A-10 Thunderbolt II csatarepülőgép rendkívül alkalmas a tüzérség elleni harcra

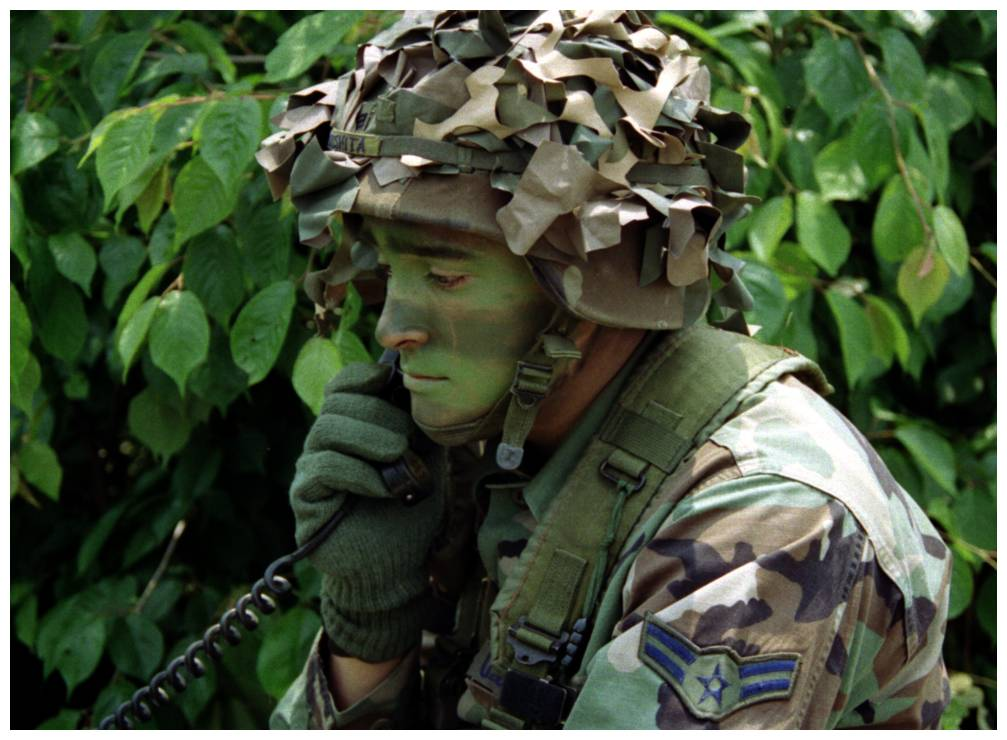
Légi irányító katona (dél-koreai gyakorlat, 2003)

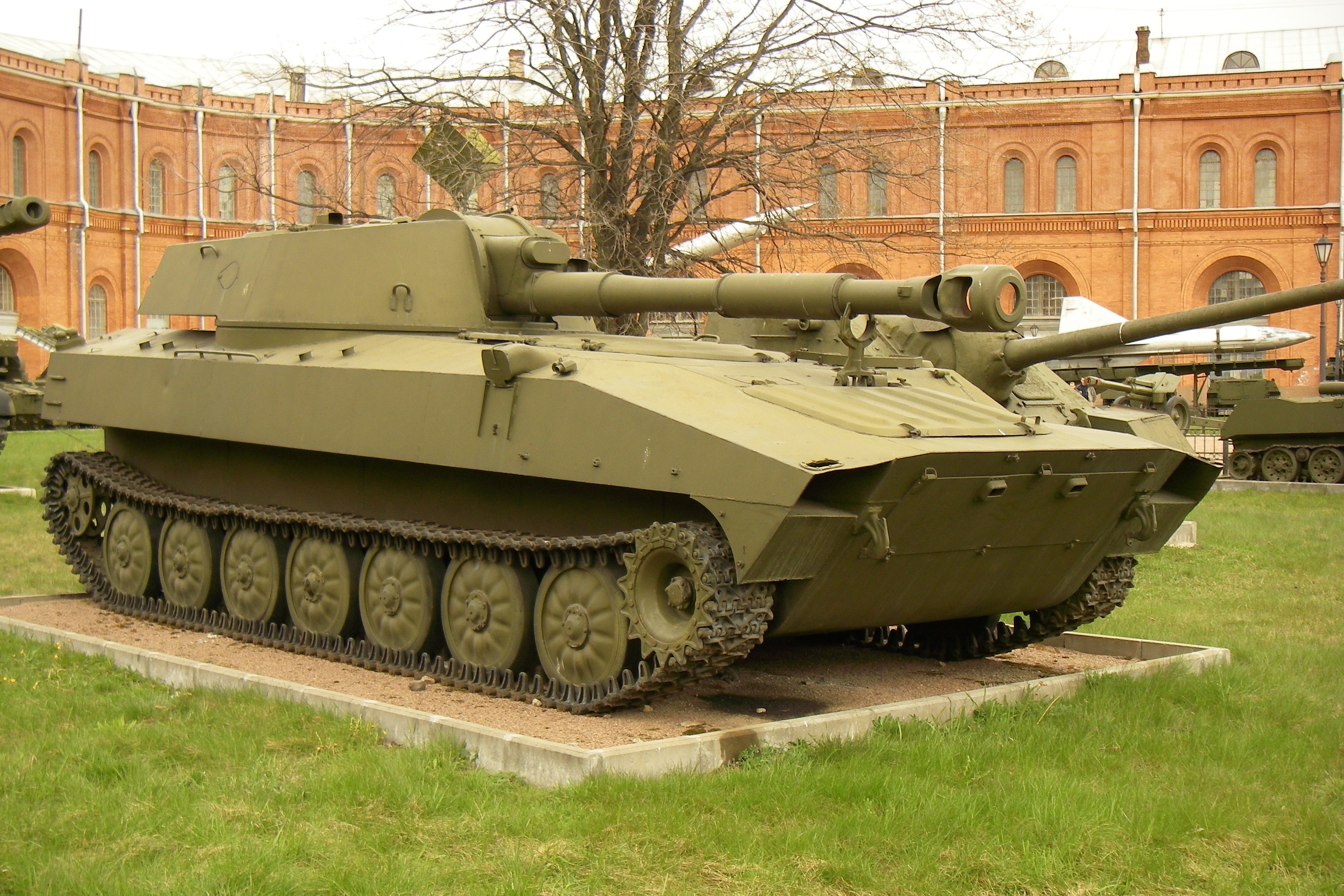
Szovjet 2SZ1 Gvozgyika 122 mm-es önjáró tarack a szentpétervári Tüzér Múzeumban

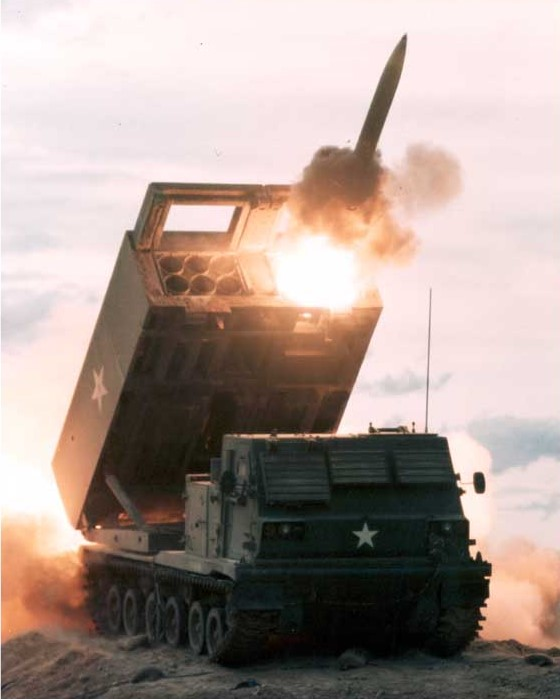
Amerikai M270 típusú rakéta-sorozatvető rakétaindítás közben

A közvetett célzás megjelenése lehetővé tette, hogy a tüzérség nagy távolságból, fedezékből harcolhasson. Az ütegek hatékonyan tevékenykedhettek, miközben őket nehéz volt felderíteni. Érdekes módon eleinte csak kevesen gondoltak a rejtőzködő tüzérség elleni harcra. Valószínűleg azért, mert a közvetett célzás megjelenésekor az ellenséges tüzérségi ütegek felderítésére az egyedüli mód a léggömbös megfigyelés volt. A tüzérség elleni harc szorosan összefügg a felderítési technikák fejlődésével. Az első komoly fejlődési periódus az első világháború alatt következett be, de a fejlődés természetesen azóta sem állt meg.
A fő cél az ellenséges lövegek és a legénység harcképtelenné tétele, esetleges elfoglalása, elfogása. A NATO definíció erre a hadműveletre: „tűzcsapás végrehajtása az ellenséges tüzérség megsemmisítése vagy semlegesítése céljából”. Ez a cél elérhető a tüzérségi rendszer bármelyik elemének a támadásával, például a lőszerellátás kiiktatása után a tüzérség már nem harcképes. Négy fő eleme van a tüzérség elleni harcnak:
- a cél felderítése,
- a hírszerzés,
- a taktikai tűzvezetés,
- a tűzcsapást végrehajtó egységek.

#### Az ellenséges tüzérség felderítése
A célfelderítés ad információt az ellenséges tüzérségi egységekről. Adhat közvetlen információt is annak helyzetéről, de sokszor egy bonyolultabb felderítési folyamat első lépése. Az első világháborúban a következő módszereket alkalmazták:
- légi megfigyelés repülőgépről vagy léggömbről,
- légi fényképezés,
- hangok és fényvillanások figyelése,
- földi felderítés,
- tüzérségi összekötők adatai,
- hírszerzési adatok,
- tiszti járőrök adatai,
- lefoglalt dokumentumok és hadifoglyok vallomásai,
- lehallgatott rádióüzenetek.

Ezek a módszerek a léggömbös megfigyelés és a járőrözés kivételével a második világháborúban is megmaradtak. A villanások észlelése is kisebb fontosságú lett. A becsapódási kráterek szemrevételezéses elemzése lehetővé tette ugyan a krátert létrehozó lövedéket kilövő löveg azimutjának a megállapítását, a repeszek elemzése pedig annak típusát adta meg, de nem mindig tette lehetővé az eredményes harcot e lövegek ellen. Az elemzések időben elhúzódó kiértékelése és a mérési adatok pontatlansága miatt az ellenséges állások pontos helyét nem lehetett megállapítani. Ezek helyett vezették be később a rádiólokátoros méréseket. A korszerű, megfelelő hullámhossz-tartományban üzemelő radar képes észlelni a repülő lövedéket, az aknavetők esetében pedig a röppálya visszakövetése alapján az üteg helyének azonosítására is alkalmas.
Az 1950-es években a hadseregek többsége abbahagyta a villanások figyelését. Helyette újabb módszereket vezettek be:
- pilóta nélküli repülőgépek megfigyelései. A korai időkben ezek a gépek még fényképeztek, és kicsi volt a hatótávolságuk. Ugyanakkor hatékonyak is voltak, később TV kamerával szerelték fel őket.
- az 1970-es években a Hughes Aircraft cég kifejlesztette a Firefinder radart, mely a lövedék röppályájának bármely részletéből extrapolációval képes volt meghatározni annak kilövési helyét,
- a tüzérségi felderítő radarok felderítése egy gyakran elfeledett mód,
- tüzérségi felderítők adatai. Ezek az ellenséges tüzérség valószínű helyét figyelik, és szolgáltatnak adatokat.

#### Hírszerzés
Különféle forrásokból származó információkat használ, ezek alapján meghatározza az ellenséges tüzérségi eszközök helyét, taktikáját és szélesebb feladatkörét. Gyakran összefonódik a tűzvezetéssel. Ebben az esetben legjobban magasabb egységi szinten lehet alkalmazni őket.

#### Taktikai tűzvezetés
A tűzvezetés fő problémája az, hogy taktikailag nem mindig van értelme a felderített ellenséges tüzérséget azonnal megtámadni. Rontja a helyzetet, ha több üteget kell támadni. Sok minden függ ilyenkor az aktuális körülményektől. Az első komoly probléma az, hogy nagyon nehéz egy üteget teljes egészében harcképtelenné tenni. Emiatt igen fontos annak eldöntése, hogy milyen eredményre van szükség a tűzcsapás végrehajtásakor. A cél lehet megsemmisítés, de a semlegesítés is elég lehet. A műveletet irányító tisztektől ez a feladat igen nagy taktikai érzéket követel meg.

#### Tűzcsapást végrehajtó egységek
Az utolsó fontos tényező a tűzcsapást végrehajtó lövegek és azok muníciója. Ezek általában általános támogatási feladattal vannak megbízva, de közvetlen támogató egységek is hajthatnak végre ilyen feladatot, ha szükséges. Hagyományos nagy robbanóerejű lövedékek alkalmazása esetén 5–10 üteg együttes tüze kell ahhoz, hogy egy ellenséges üteget harcképtelenné tegyenek. Ebben a szerepkörben a rakétavetők hatékonyan alkalmazhatóak, de más fegyvernemek is alkalmasak a tüzérség elleni harcra, különösen a légitámadás lehet eredményes.
A tüzérség elleni támadás elleni védekezésül számos módszer alakult ki. Néhány:
- a tüzérség beásása: az első világháborúban még a nehéztüzérséget is beásták,
- páncélozás alkalmazása,
- a tűzcsapás végrehajtása után a löveg megváltoztatja helyét és más – rendszerint megtervezett – pozíciót foglal el (az eredeti tüzelőállásokban gyakran maketteket hagynak hátra csalinak, így az ellenség jobb esetben csak pazarolja erőforrásait, rossz esetben pedig felfedi tüzelési helyét és csapdába kerül),
- a lövegek nagyobb távolságra történő elhelyezése: ez a számítógépes tűzvezetés fejlődésével vált lehetségessé,
- rejtőzködés, bár a torkolati dörejhang észlelésére és a radaros megfigyelésre ez nincs hatással (akusztikai és rádiólokációs felderítés).

## Bibliográfia

### Publikációk magyar nyelven
- Kováts Zoltán, Lugosi József, Nagy István, Sárhidai Gyula: Tábori tüzérség: típuskönyv (Zrínyi Katonai Kiadó, 1988)
- Dr. Tamási Zoltán, Nagy István György, Papp Bálint: Rakétafegyver (Zrínyi Katonai Kiadó, Budapest, 1962)
- Nagy István György, Szentesi György: Rakétafegyverek, űrhajózási hordozórakéták (Zrínyi Katonai Kiadó, Budapest, 1983, ISBN 963-326-121-X)

### Publikációk idegen nyelven
- Hogg, O.F.G.: Artillery: Its Origin, Heyday and Decline (Hamden, 1970)
- Bailey, J.B.A.: Field Artillery and Firepower (Naval Institute Press, 2003)

## Külső hivatkozások

### Magyar nyelven
- Felházi Sándor–Mlinárik László: Tüzérségi tűztámogatás napjainkban
- Rácz Elemér: Az ASOC alkalmazásának lehetősége a légvédelmi eszközök harc- és fegyverzetirányítási rendszerében
- Tábori tüzérségi tűzvezető rendszer Archiválva 2021. november 26-i dátummal a Wayback Machine-ben
- Cifka Miklós: Nagykaliberű lövedékek
- Simon Ákos mk. szds.: Gyújtóanyagok és harceszközeik (Haditechnika, 1976., X/4. sz.)
- A Lőelemképző gyártás a II. világháború után a Gamma Művekben[halott link]
- Nitrocellulóz
- A forradalom fegyverei, Magyar Hírlap online

### Idegen nyelven
- Artillery Tactics and Combat during the Napoleonic Wars
- Artillery of Napoleon's Imperial Guard
- French artillery and its ammunition. XIVth to the end of the XIXth century
- Evans, Nigel F. (2001-2007) "British Artillery in World War 2"
- Portsmouth Action Field Gun Pictures and Video
- Cannon Artillery – The Voice Of Freedom's Thunder
- Modern Artillery Archiválva 2006. május 4-i dátummal a Wayback Machine-ben az EnemyForces.com honlapon
- Multiple Launch Rocket System az Army Technology honlapján
- Advanced 120 mm Mortar Munition az Army Technology honlapján
- A 155 mm-es L/52 tarackágyú[halott link] a Rheinmetall cég honlapján
- Rheinmetall tüzérségi lőszerek[halott link] szintén a Rheinmetall cég honlapján

### Filmek
- Acéleső, avagy egy MLRS üteg éleslövészete. YouTube
- ARTHUR, tüzérségi felderítő radar. YouTube